# Biserica de lemn din Vidolm

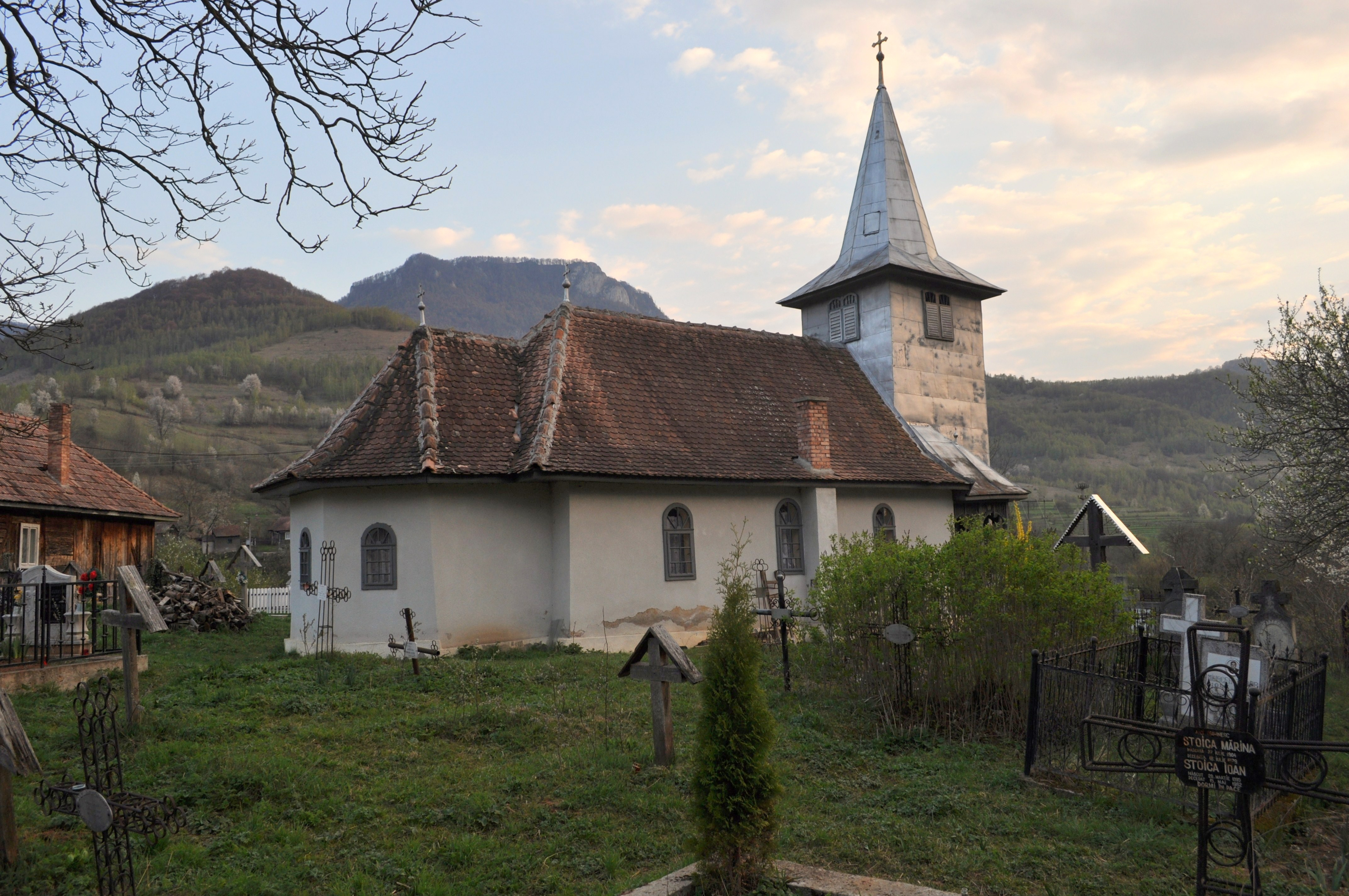
Biserica de lemn „Adormirea Maicii Domnului” din Vidolm, comuna Ocoliș, județul Alba, foto: aprilie 2011.

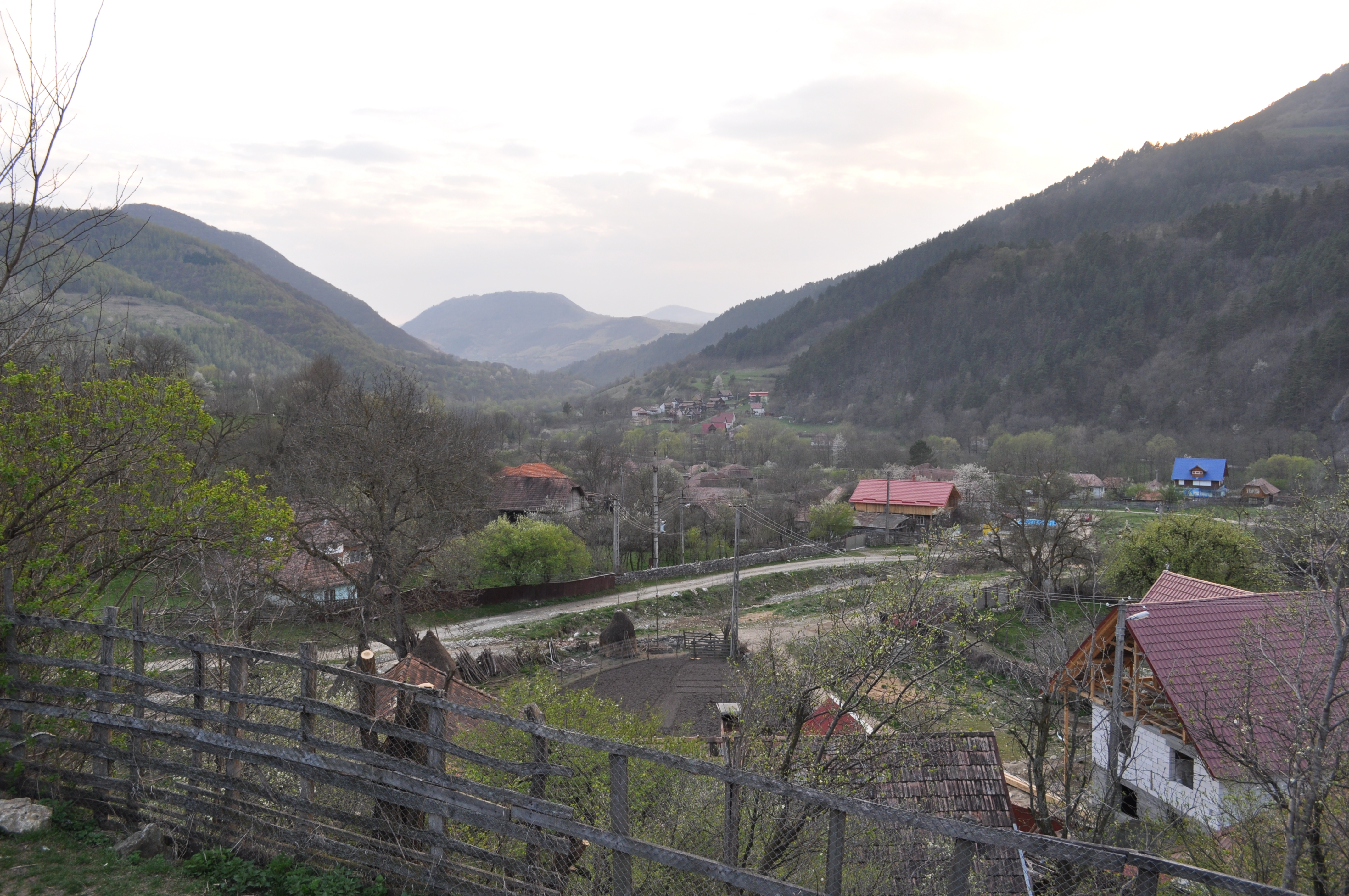
Împrejurimi

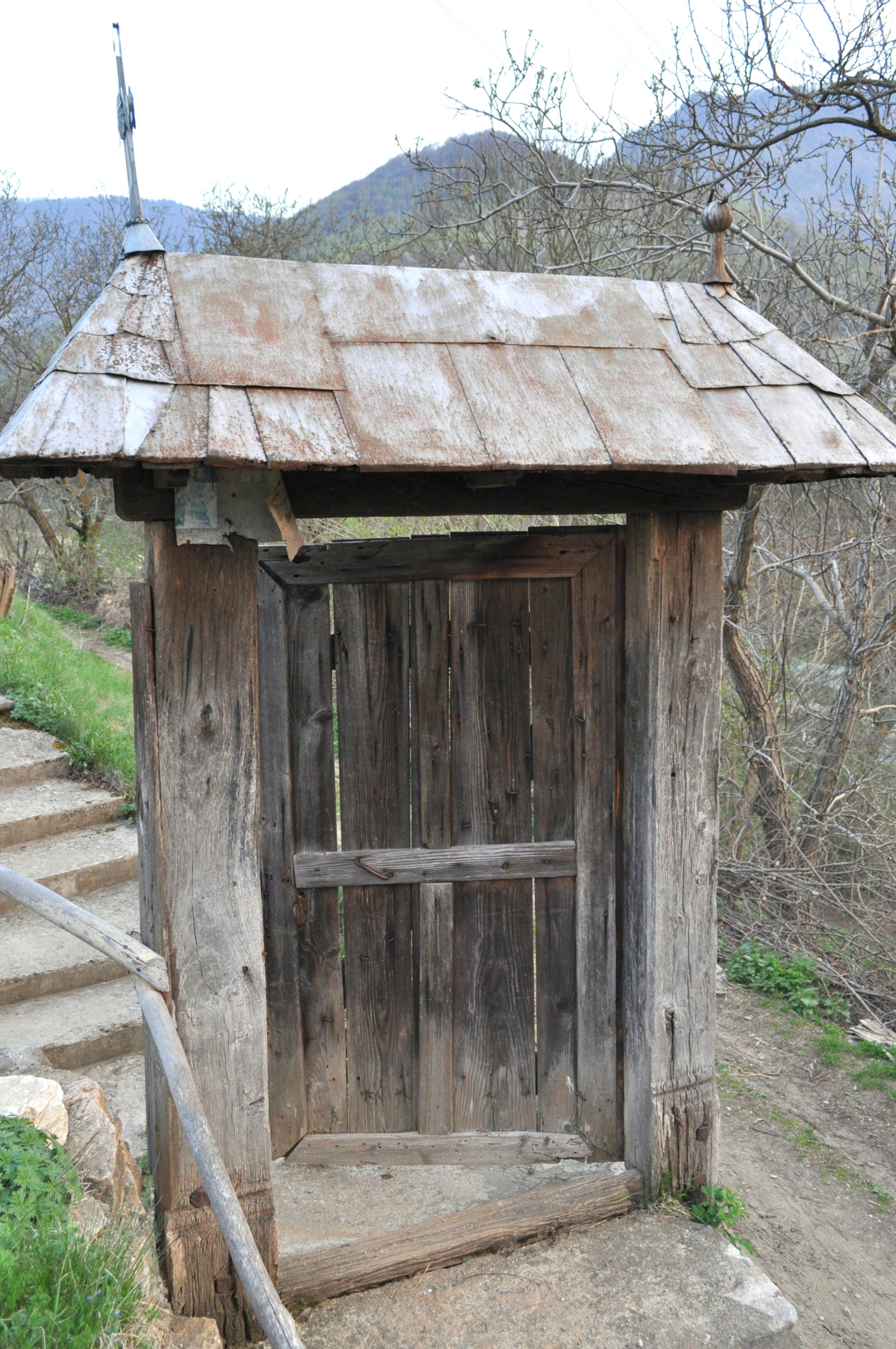
Poarta de la cimitir

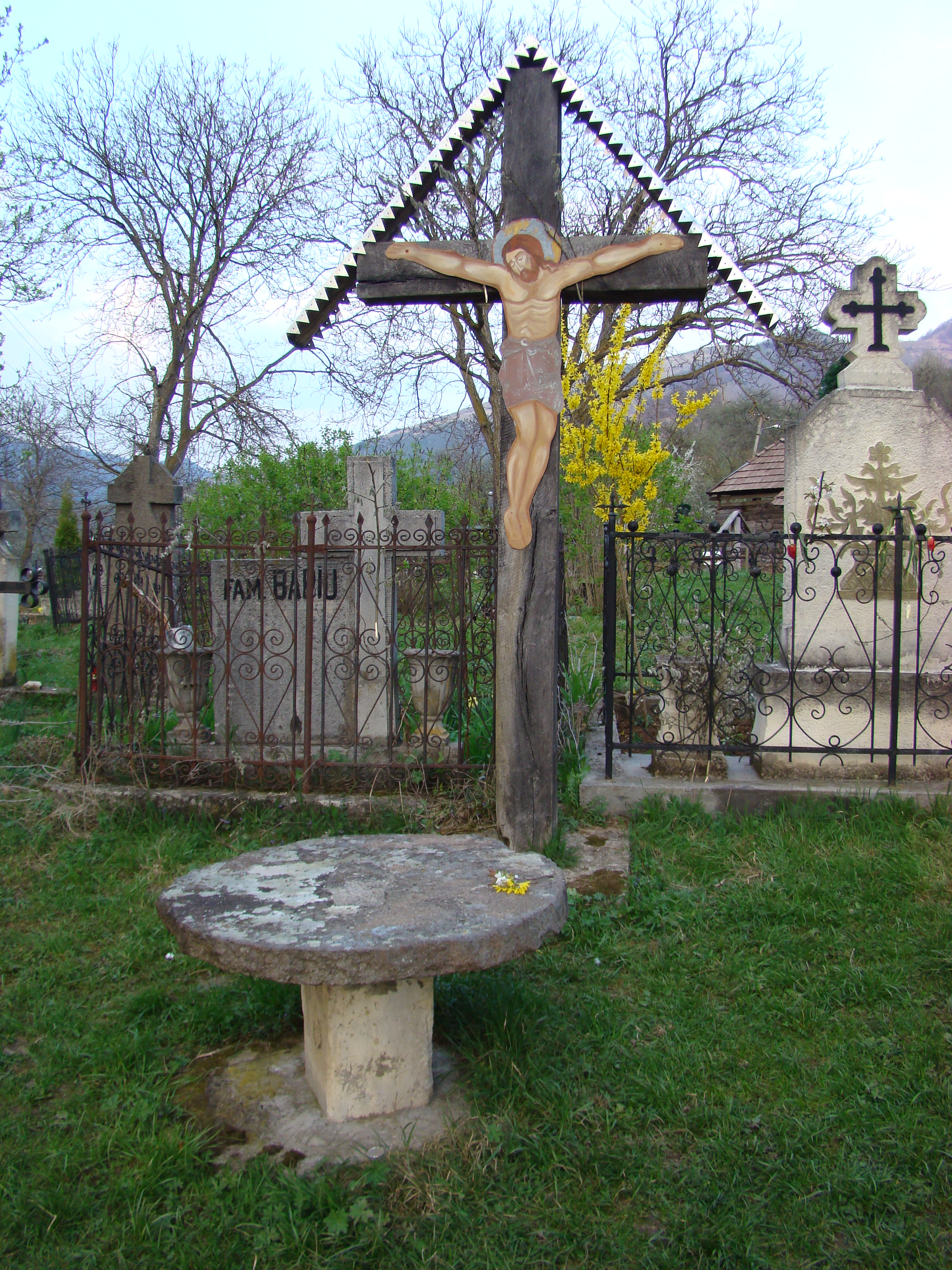
Prestolul de piatră aflat, după transformările din 1933, în fața bisericii

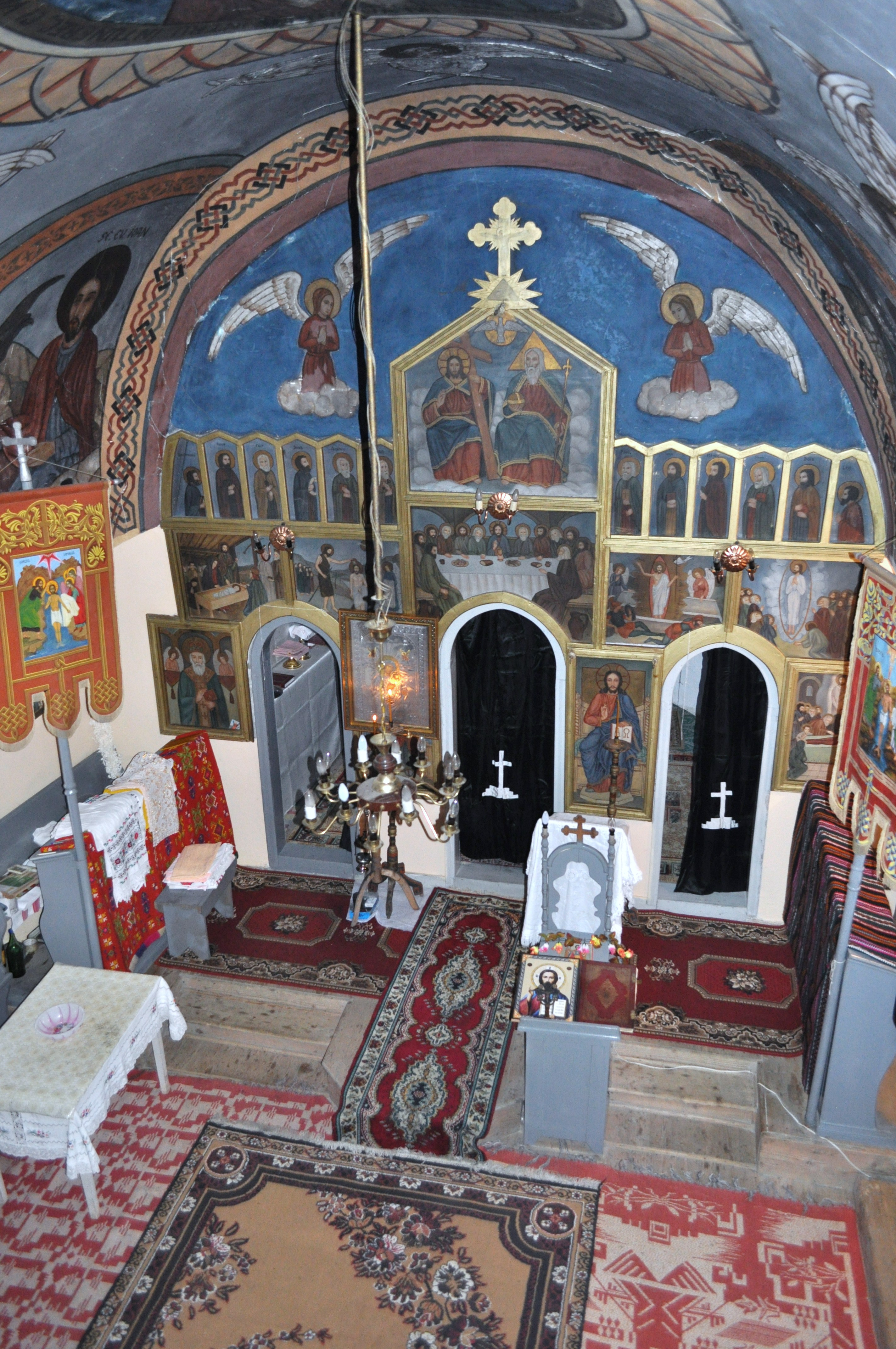
Interiorul navei văzut din corul bisericii

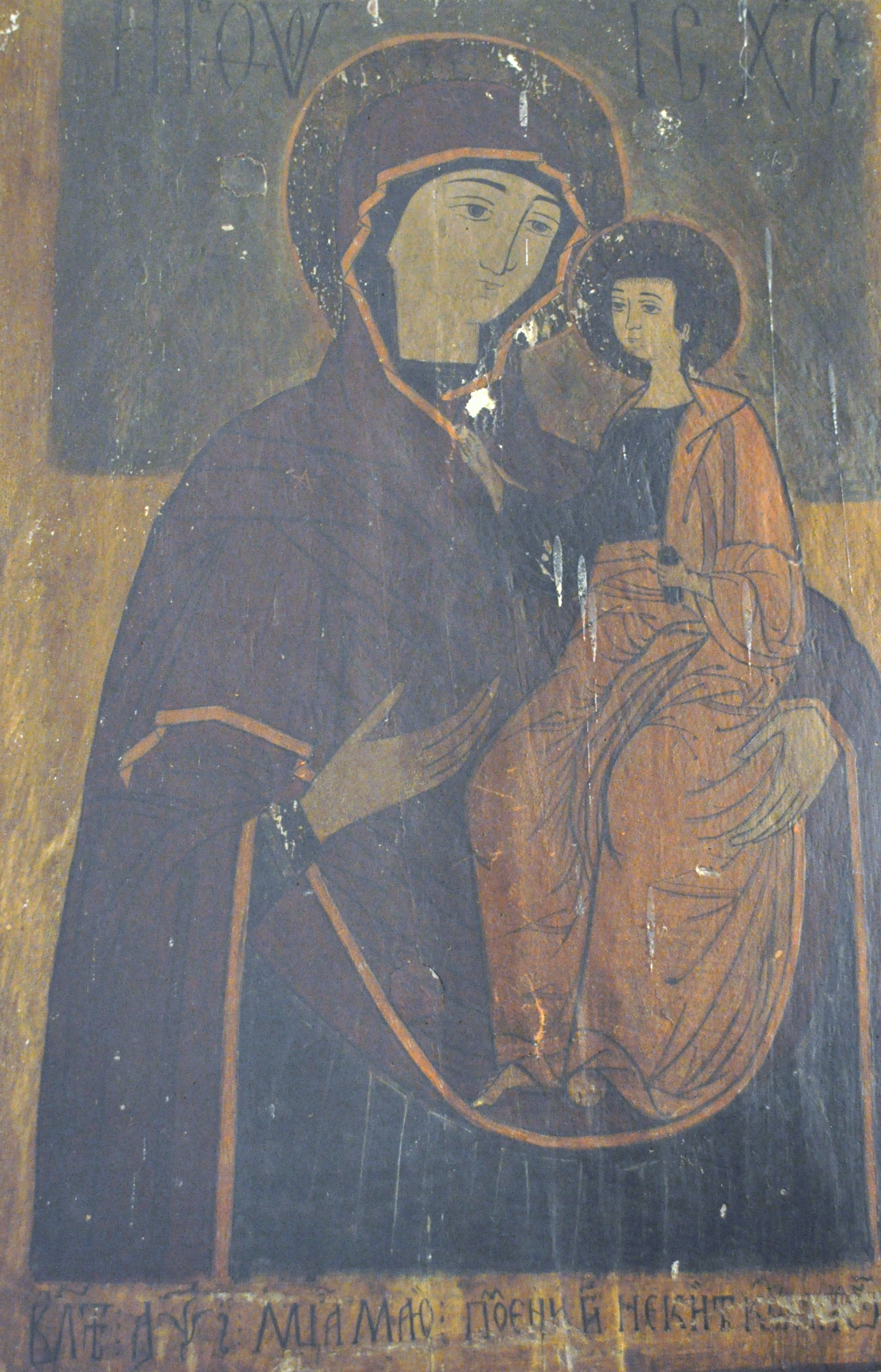
Maica Domnului "Hodighitria" (adică "arătătoarea căii" - pentru că arată cu mâna spre Prunc)

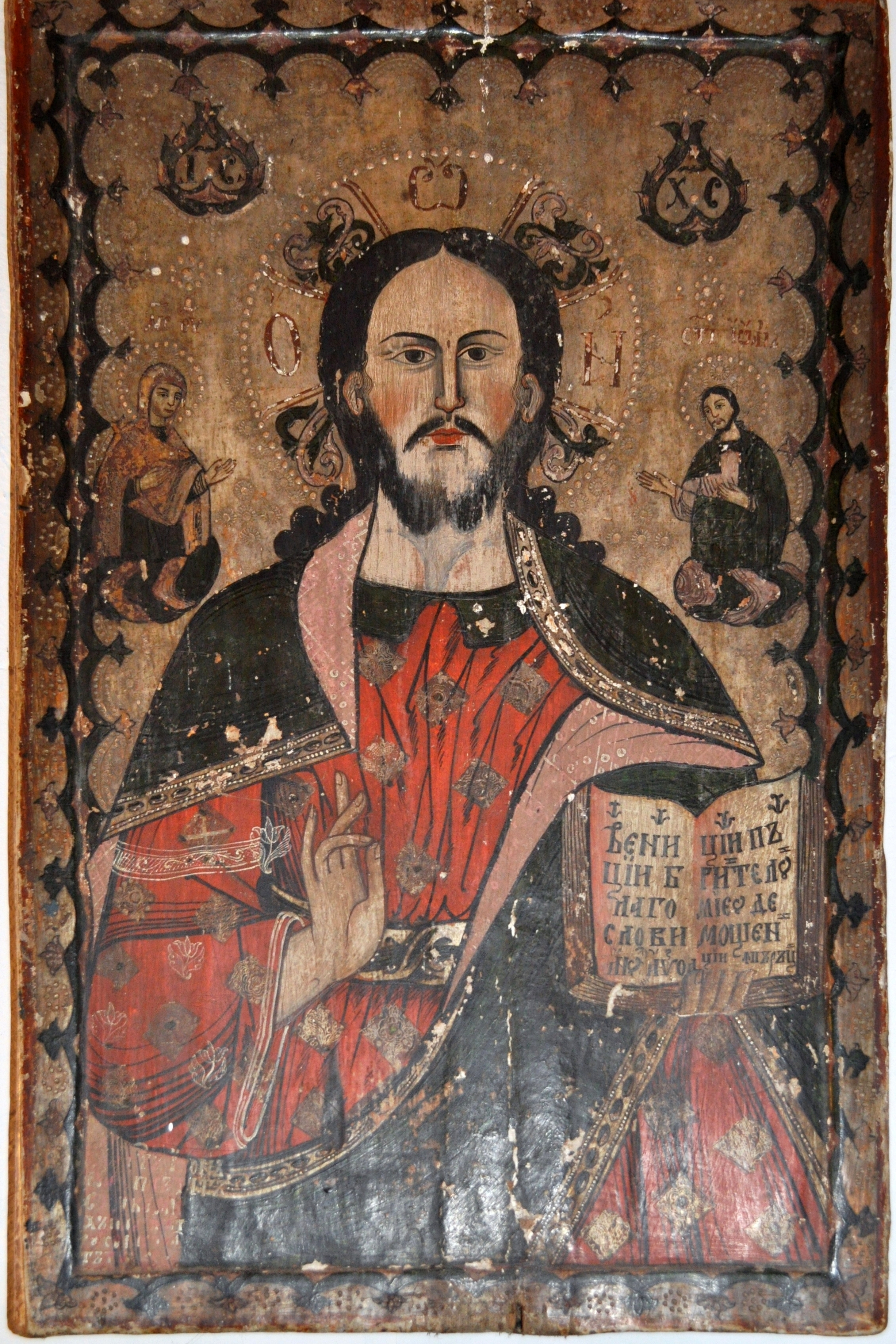
Deisis (1761)

Biserica de lemn din Vidolm, comuna Ocoliș, județul Alba, datează conform tradiției locale din secolul XVIII. Biserica are hramul „Adormirea Maicii Domnului” și nu figurează pe noua listă a monumentelor istorice din județul Alba.

## Istoric
Mica localitate, situată pe dreapta Arieșului, are o istorie îndelungată, fiind pomenită întâi în documente în anul 1470. 
Momentul ridicării acestei biserici din lemn de zadă este datat sau antedatat de prestolul de piatră ce poartă anul 1710 incizat în chirilice. Lăcașul de cult a suferit importante lucrări de renovare în 1933, când a fost tencuit în exterior, iar turnul clopotniței a fost îmbrăcat cu tablă. Biserica trebuia să fi fost o remarcabilă realizare înaintea transformărilor sale, după cum ne dovedesc frumoasele fragmente de pictură păstrate în turnul nou, ce utilizează material, din naosul vechi, ca și valorosul patrimoniu mobil. 
Pictura interioară actuală din 1934 se datorează lui Coriolan Munteanu, în schimb icoanele sunt cu mult mai vechi. Diversitatea stilurilor dovedește circulația mare a pictorilor în secolul al XVIII-lea. Cea mai veche dintre picturi este o reprezentare a „Hodighitria”, compoziție arhaică cu figuri alungite, tratate grafic, amintind de icoane din secolul al XVII-lea. În partea de jos a panoului se află o inscripție slavonă, care în traducere are următorul text: „Văleat 1706, luna mai. Pomenește Doamne pe Nechita, Cosma...”
Pictorul de tradiție brâncovenească Gheorghe de la Cetatea de Baltă semnează în anul 1768 icoana „Sfântul Nicolae”. O reprezentare „Deisis” datează din 1761, iar trei icoane pictate pe sticlă, provenind dintr-un centru de iconari din nordul Transilvaniei (probabil Nicula), sunt datate din 1799. Apropiată ca datare de momentul ridicării bisericii este o cruce de lemn, ce poartă pe dos inscripția chirilică: „Această cruce sfântă o au făcut popa Gheorghe și masa pomană când au murit de ciumă toamna. Văleat 1711”.

## Imagini din exterior

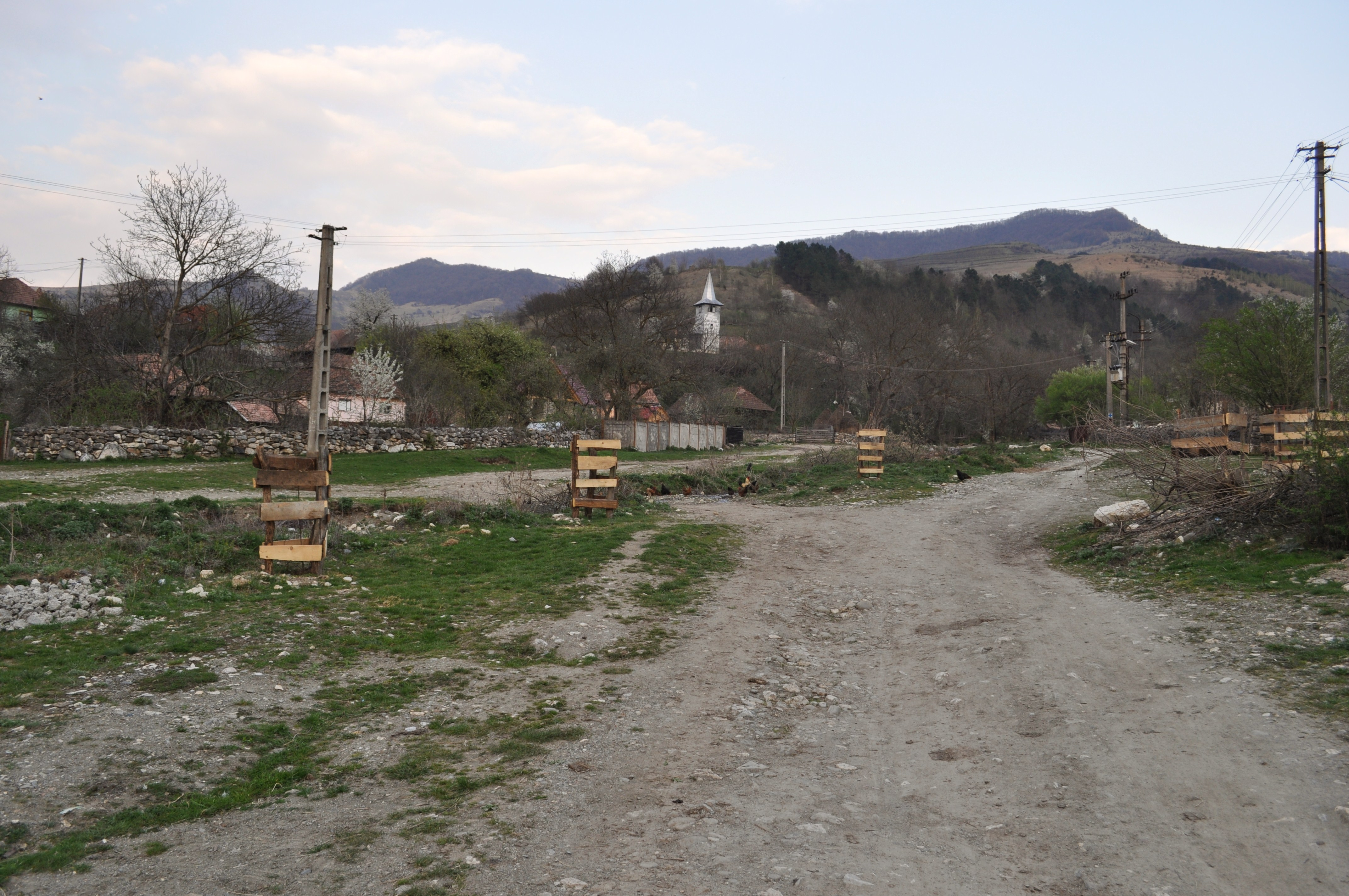
Biserica din depărtare
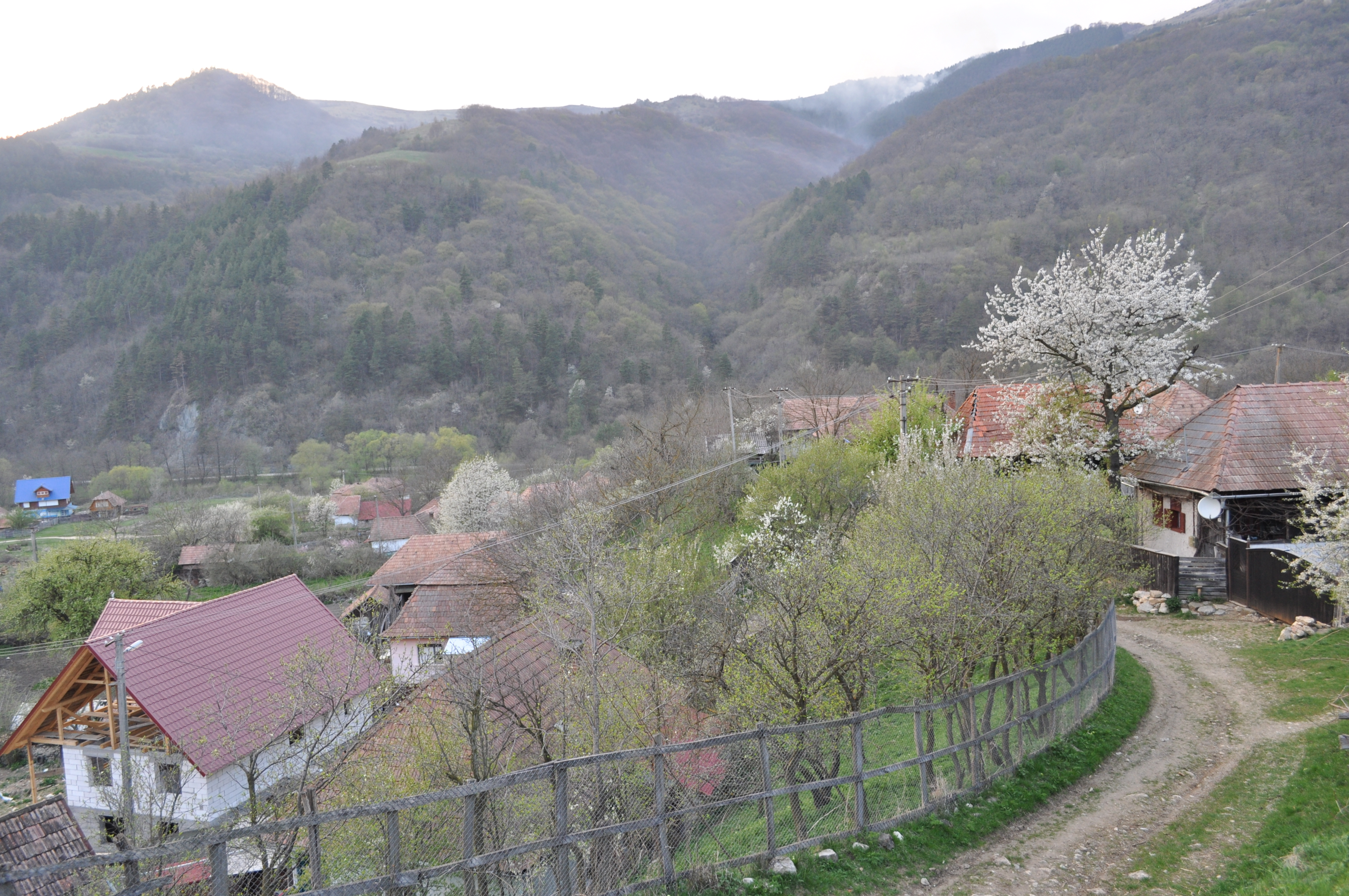
Împrejurimi
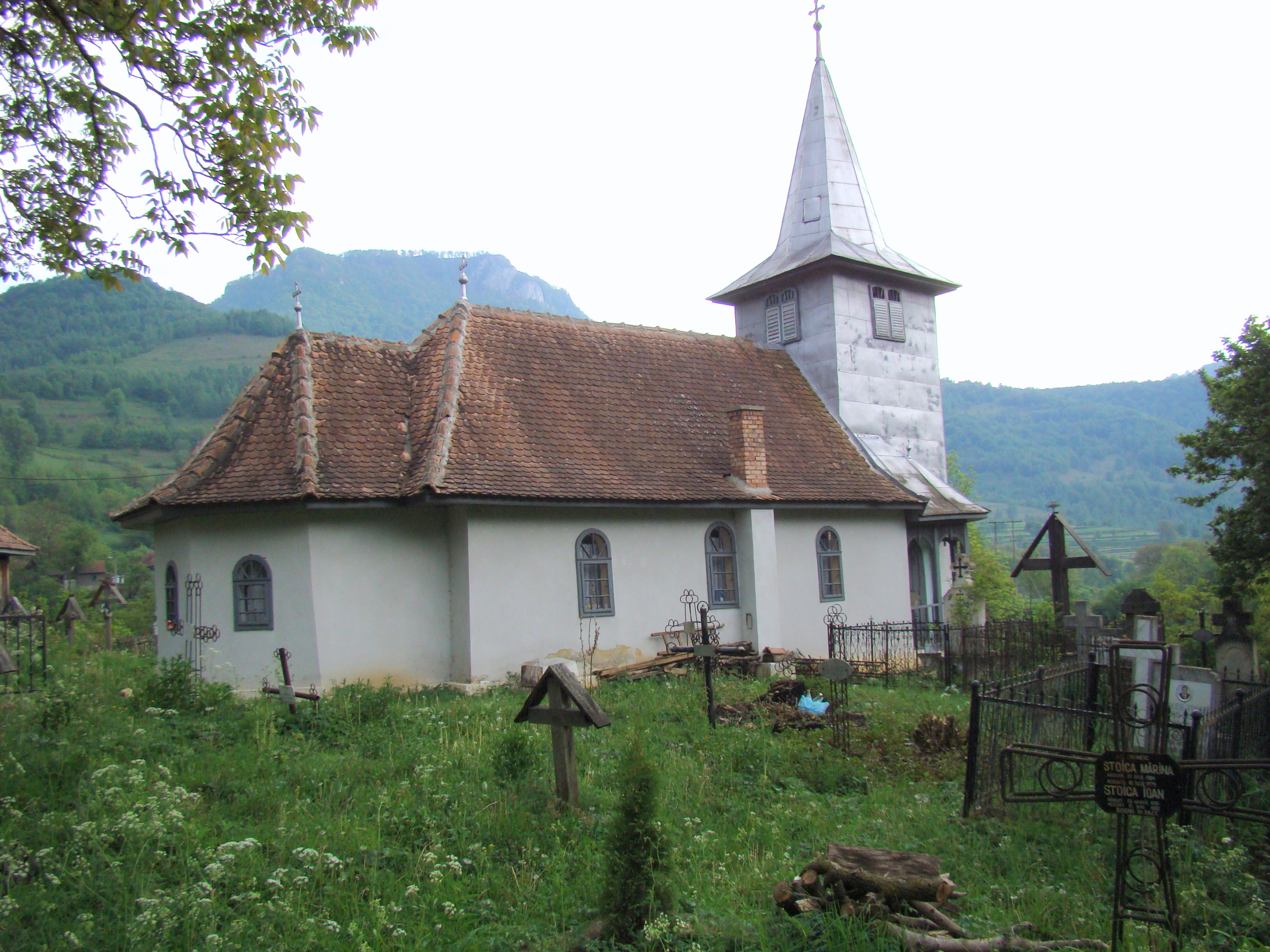
Biserica (nord)
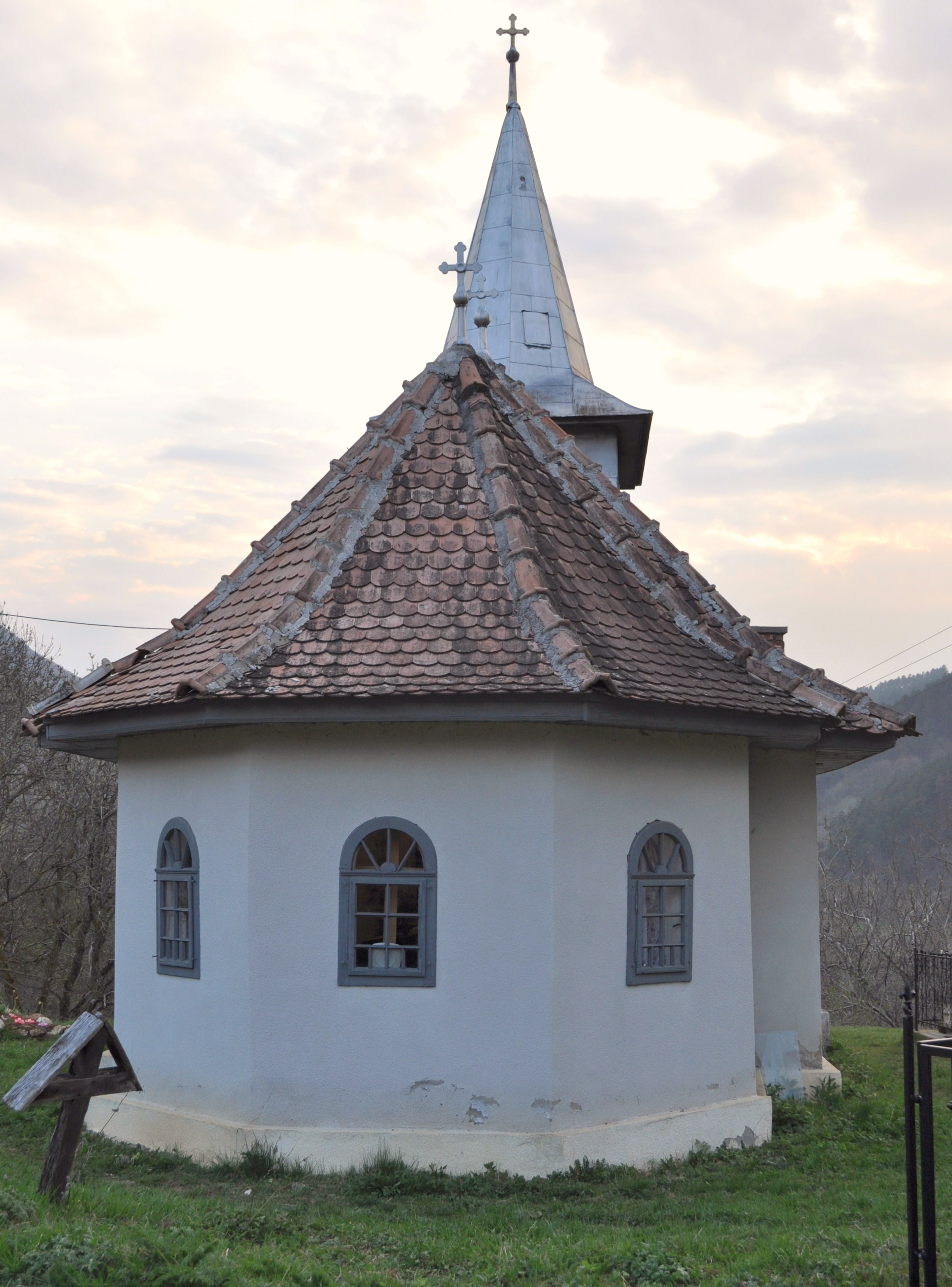
Biserica (est)
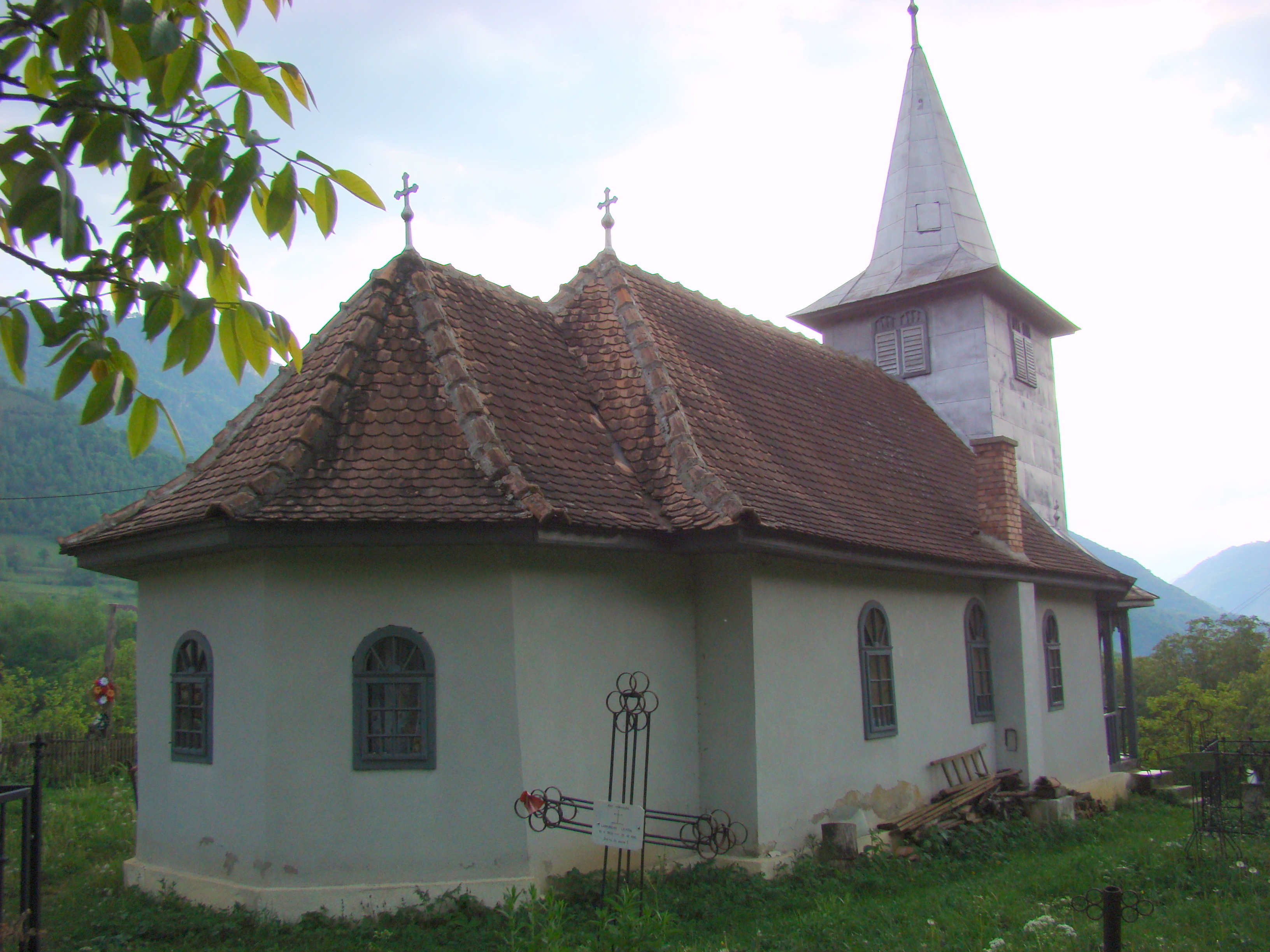
Vedere de ansamblu din nord-est
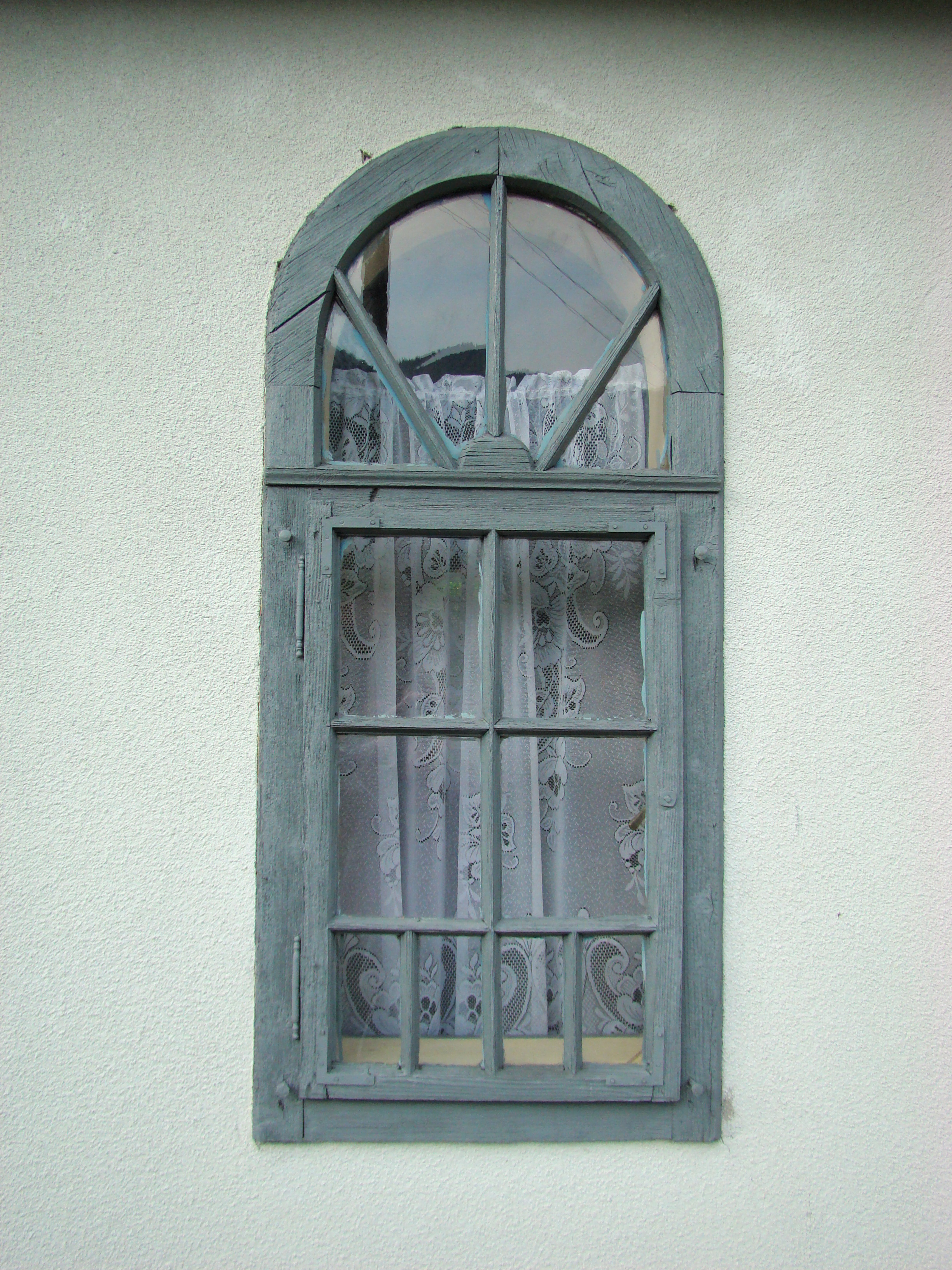
Fereastră
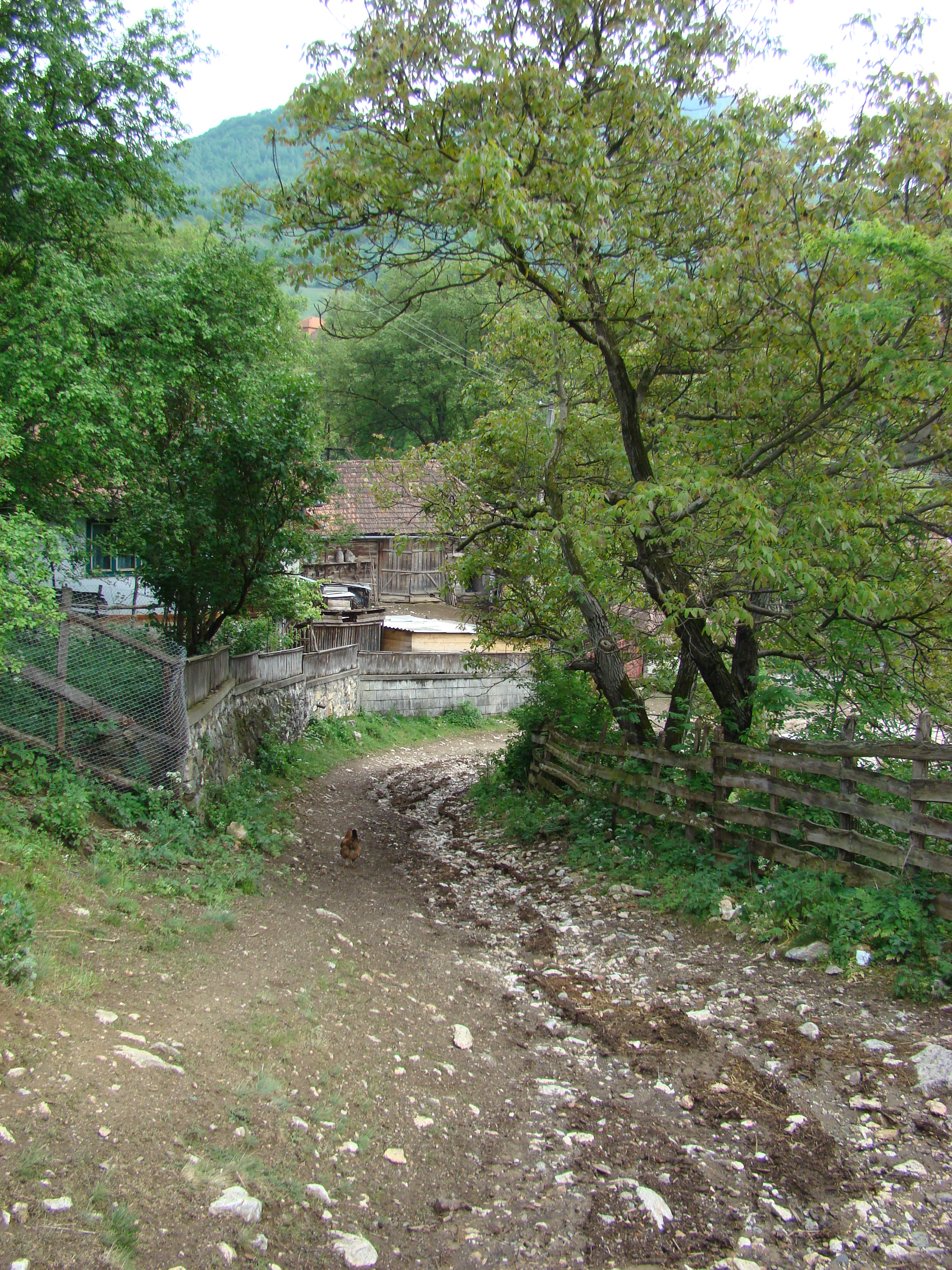
Drumul spre biserică
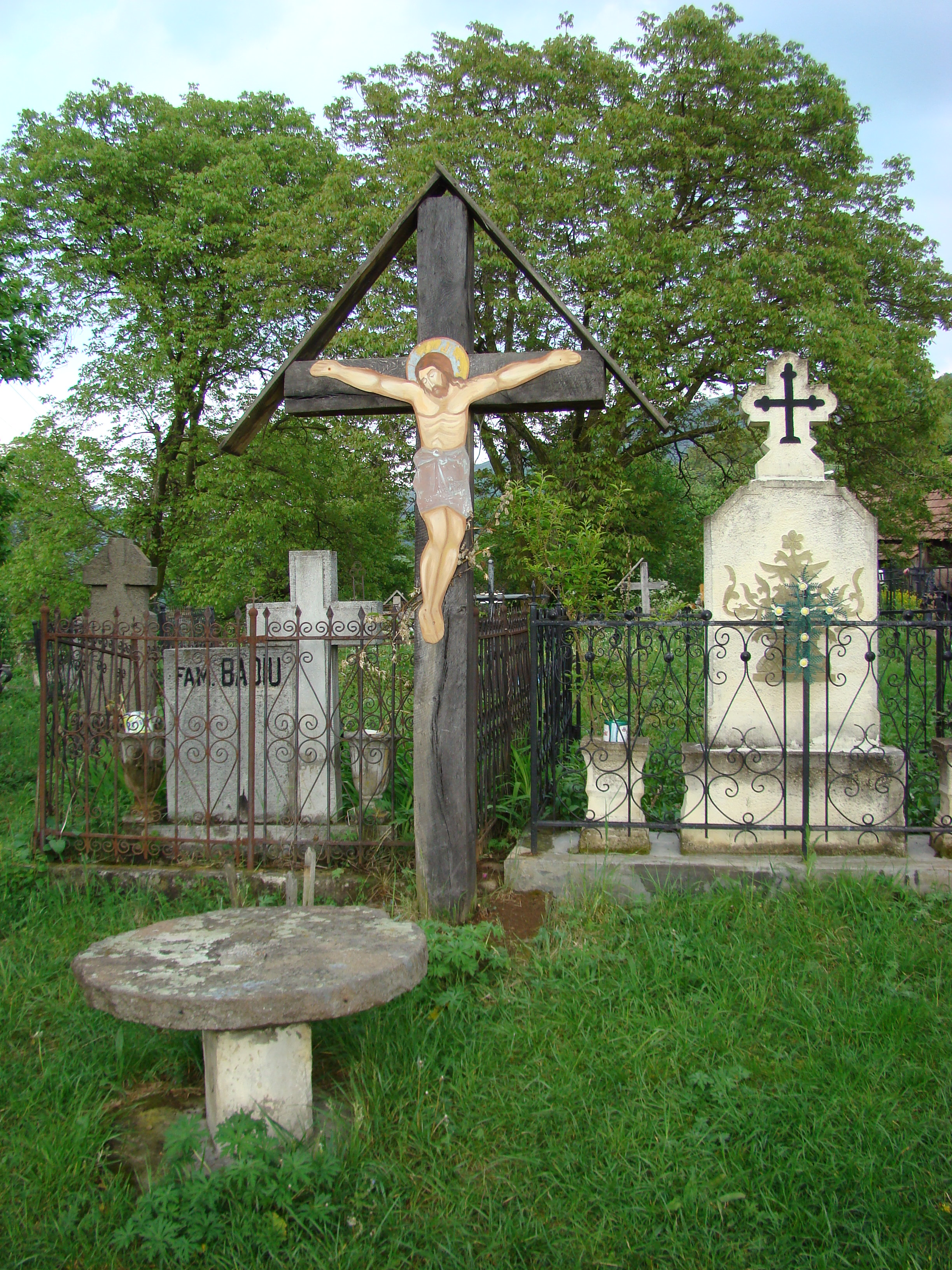
În cimitir
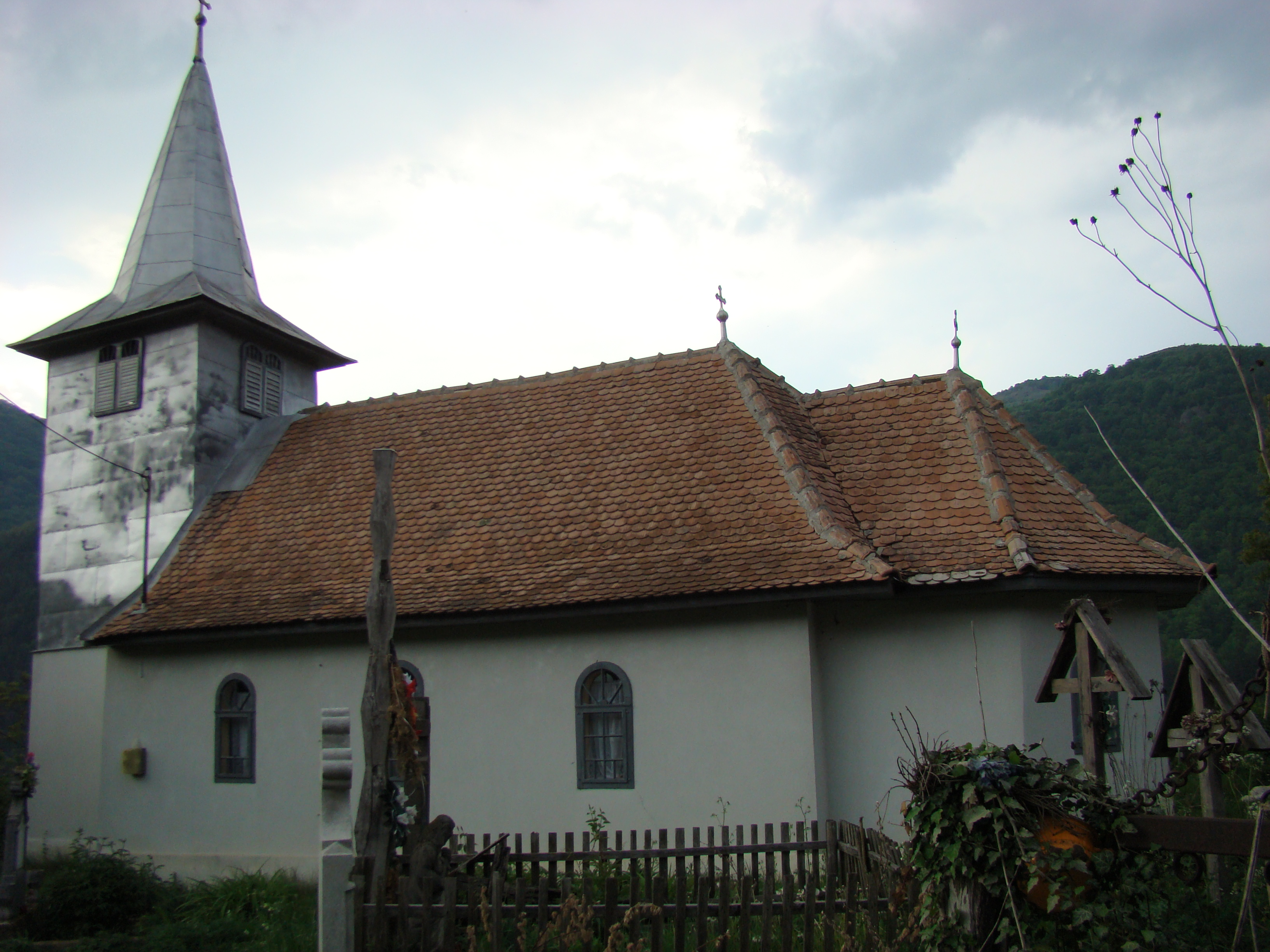
Vedere de ansamblu
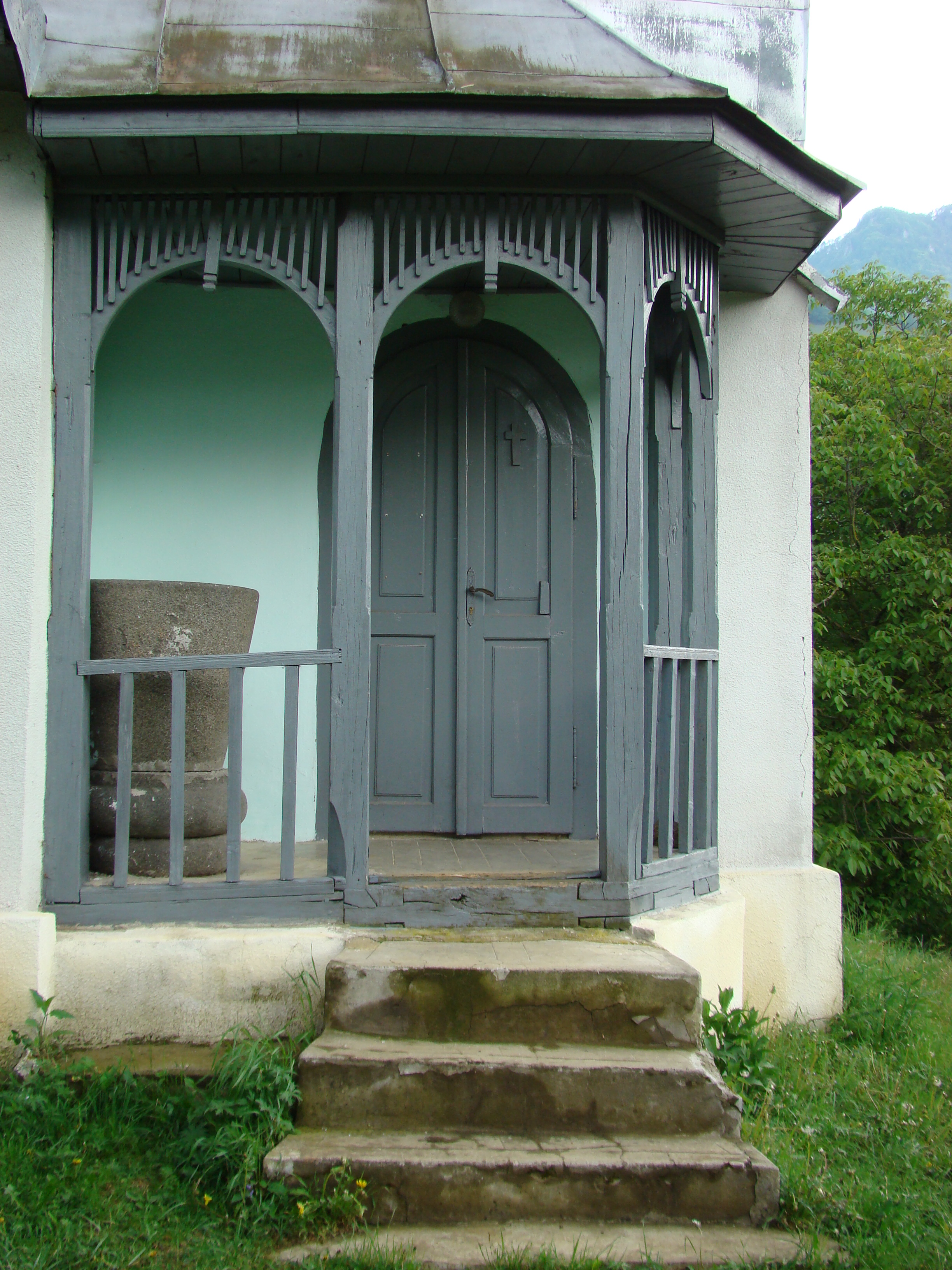
Intrarea în biserică
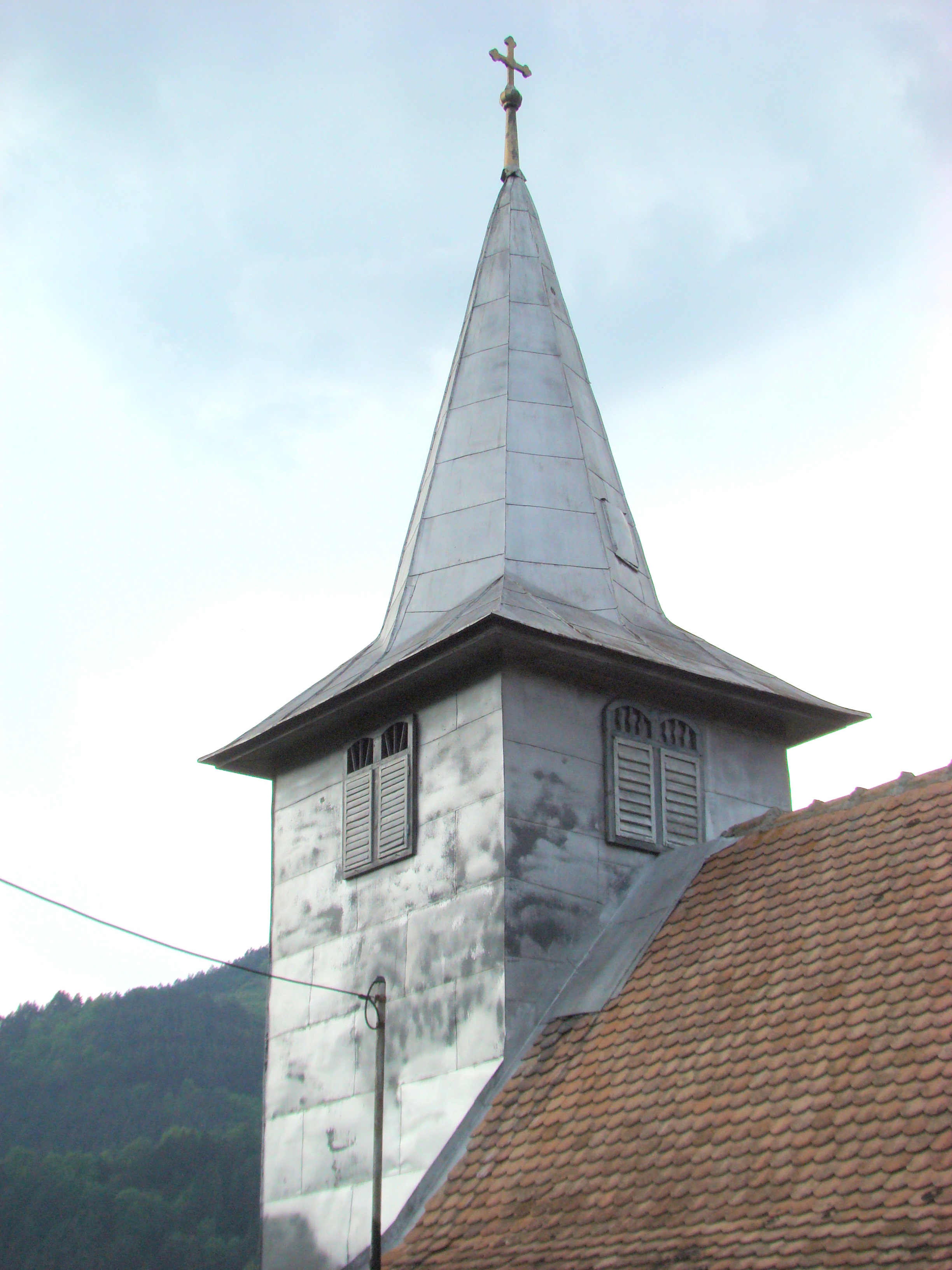
Partea superioară a turnului
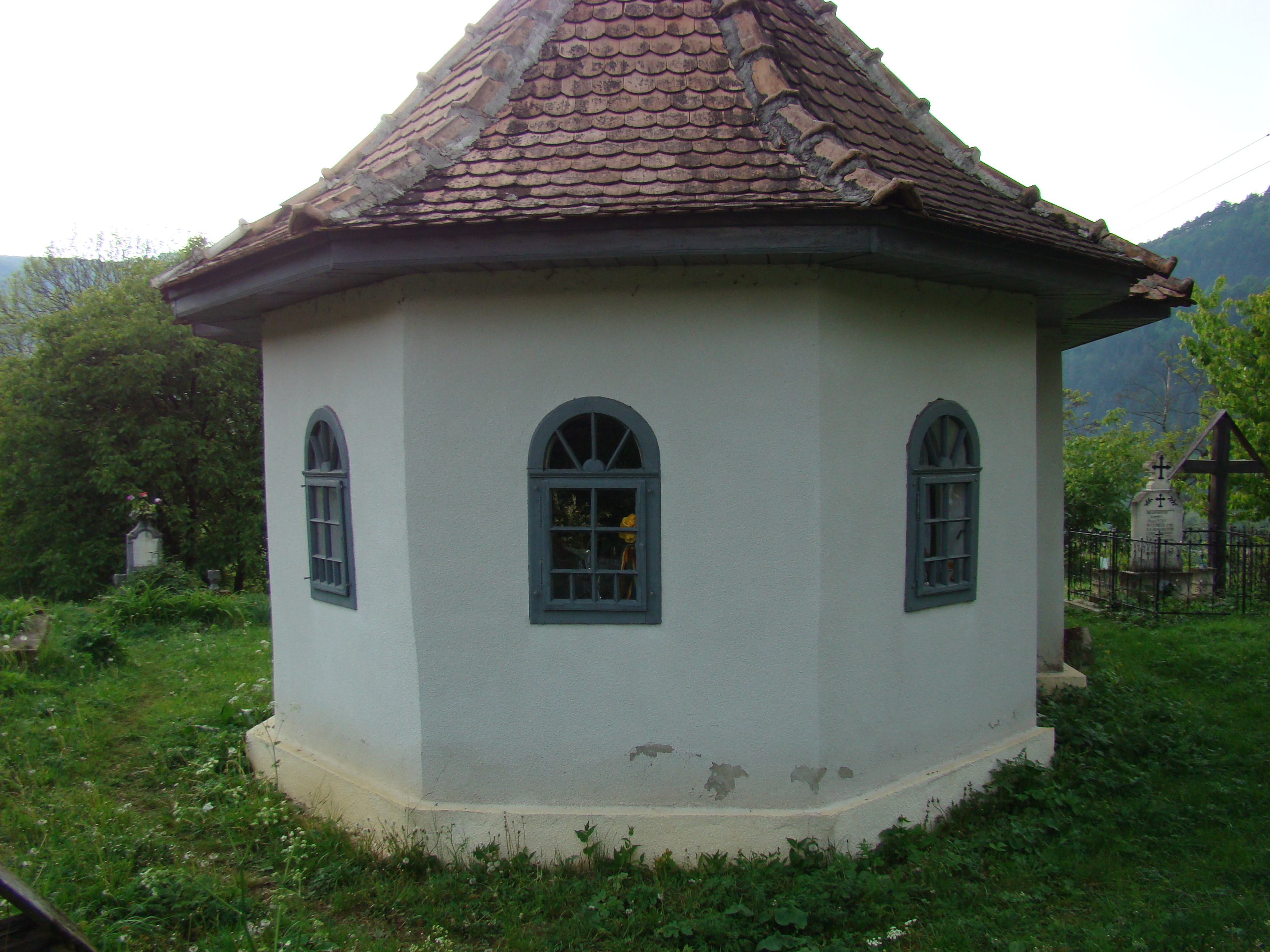
Absida altarului
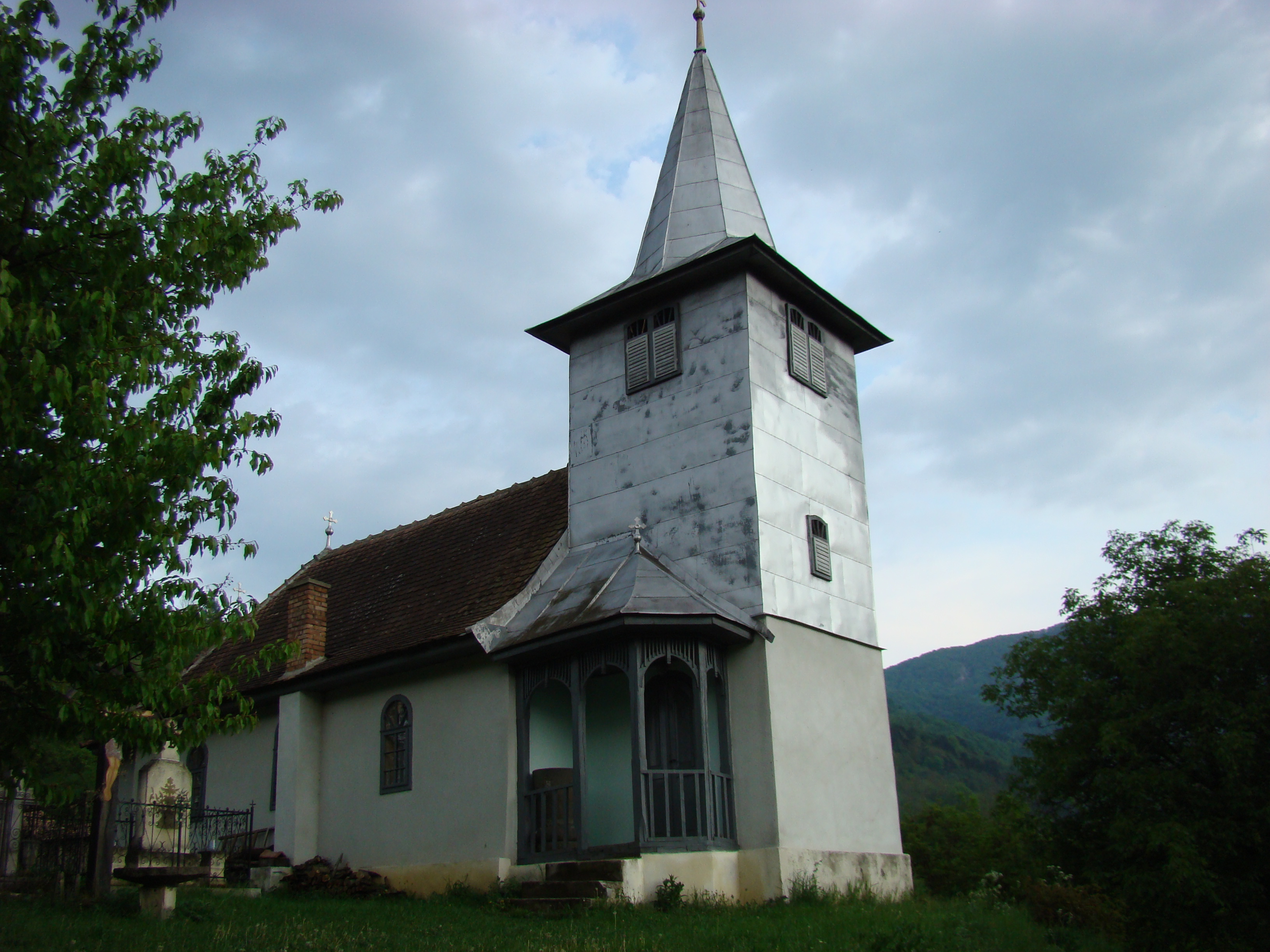
Vedere de ansamblu din nord-vest
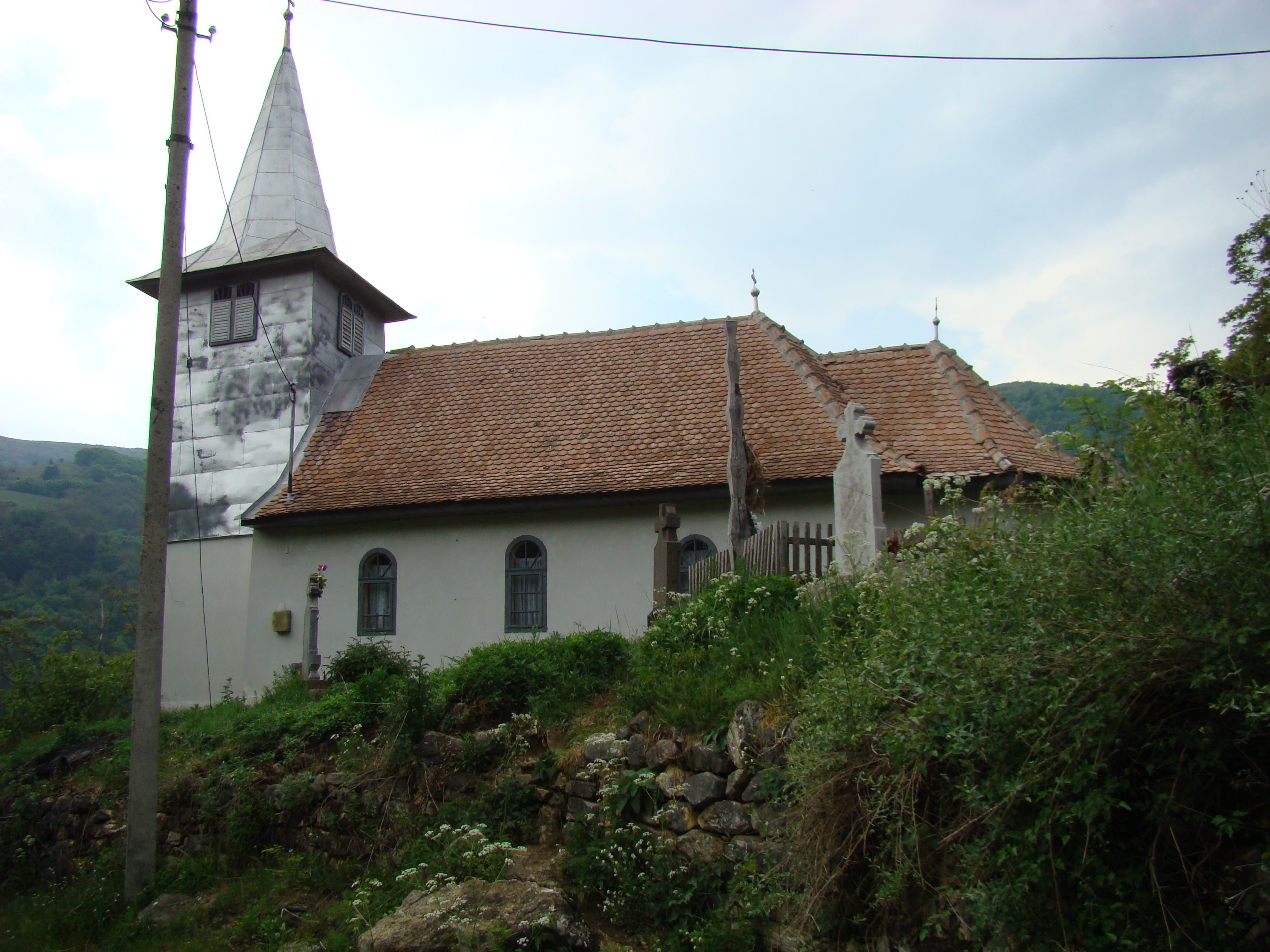
Vedere din sud
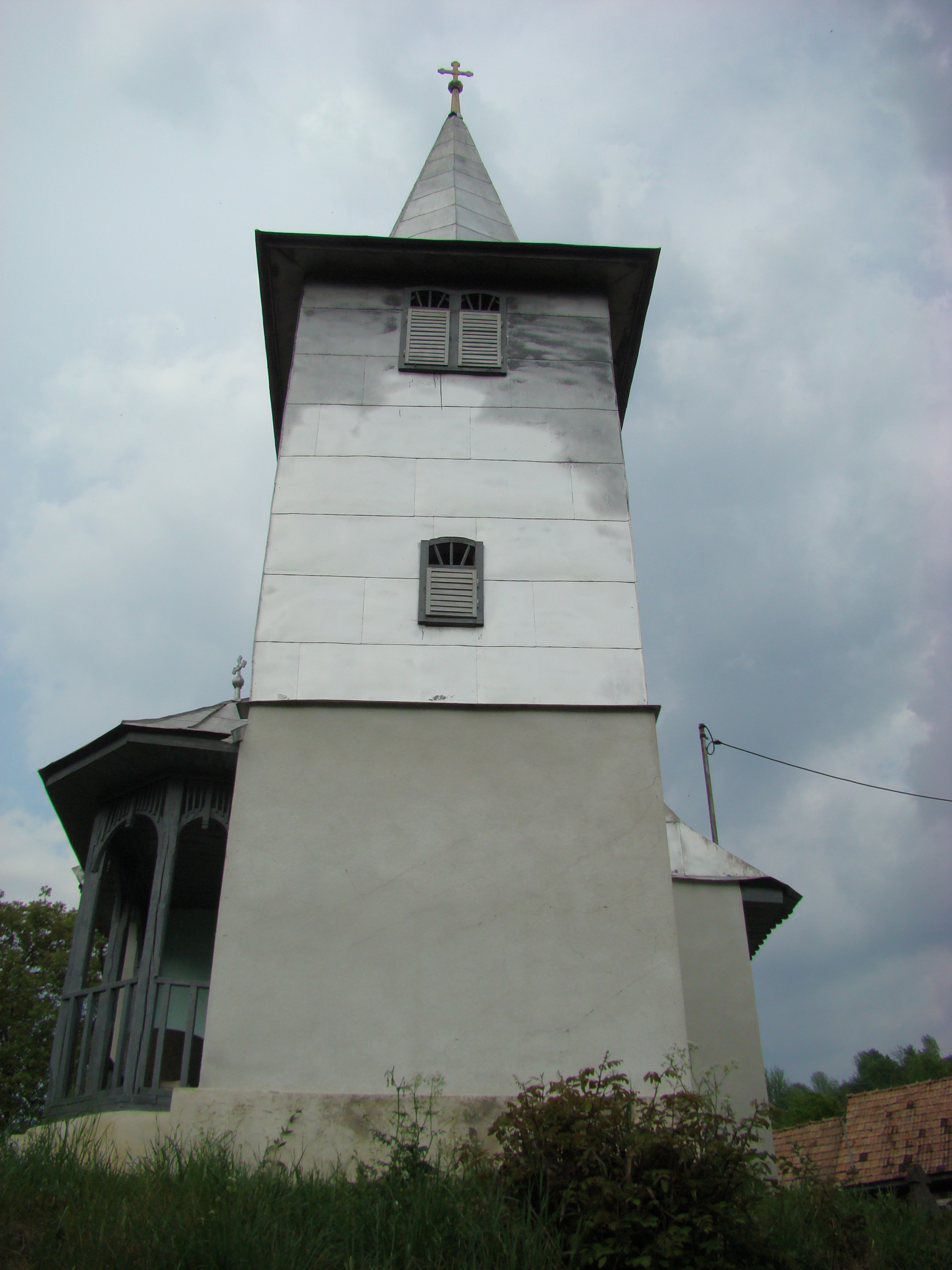
Turnul bisericii
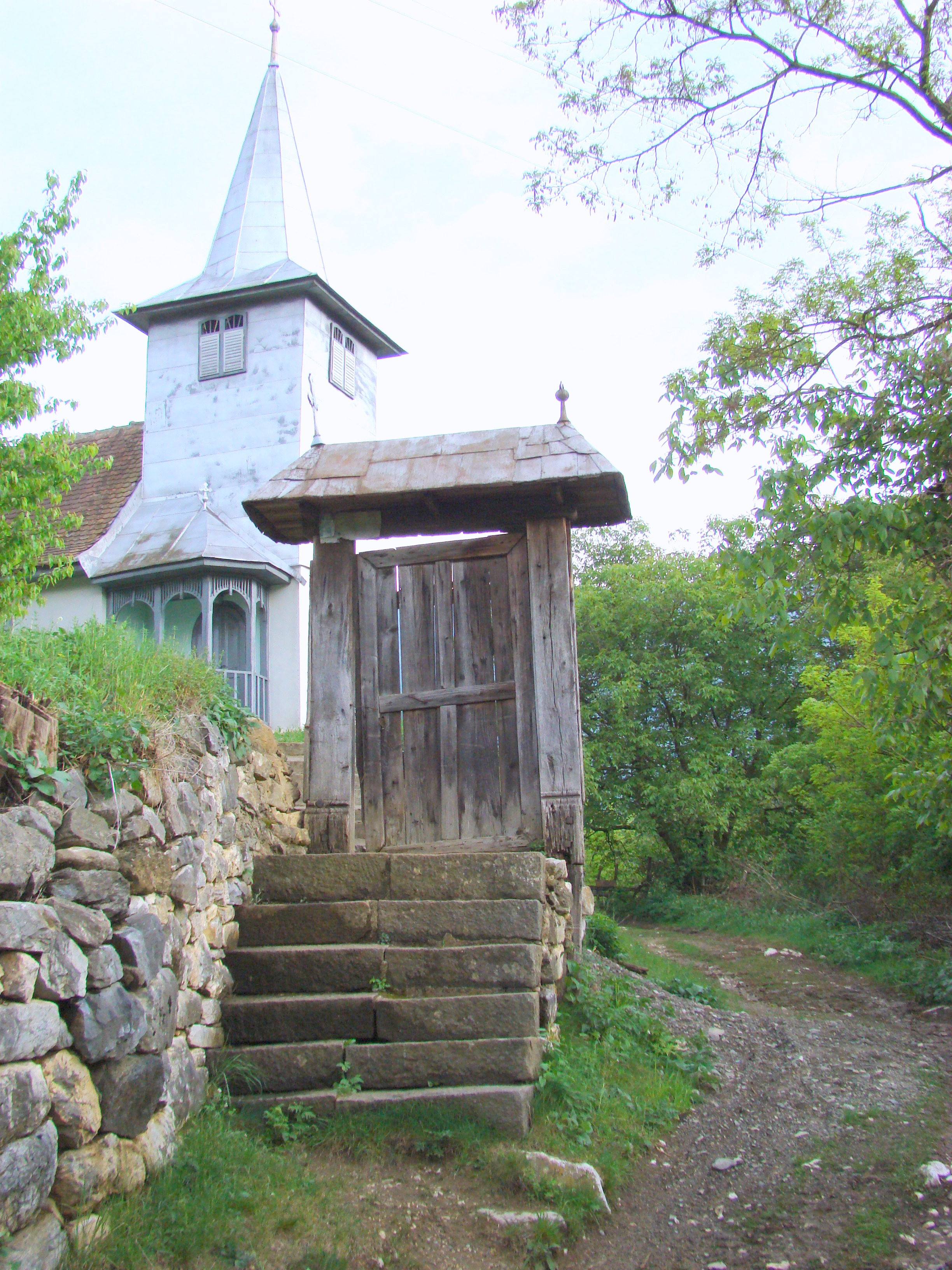
Poarta de la cimitir

## Imagini din interior

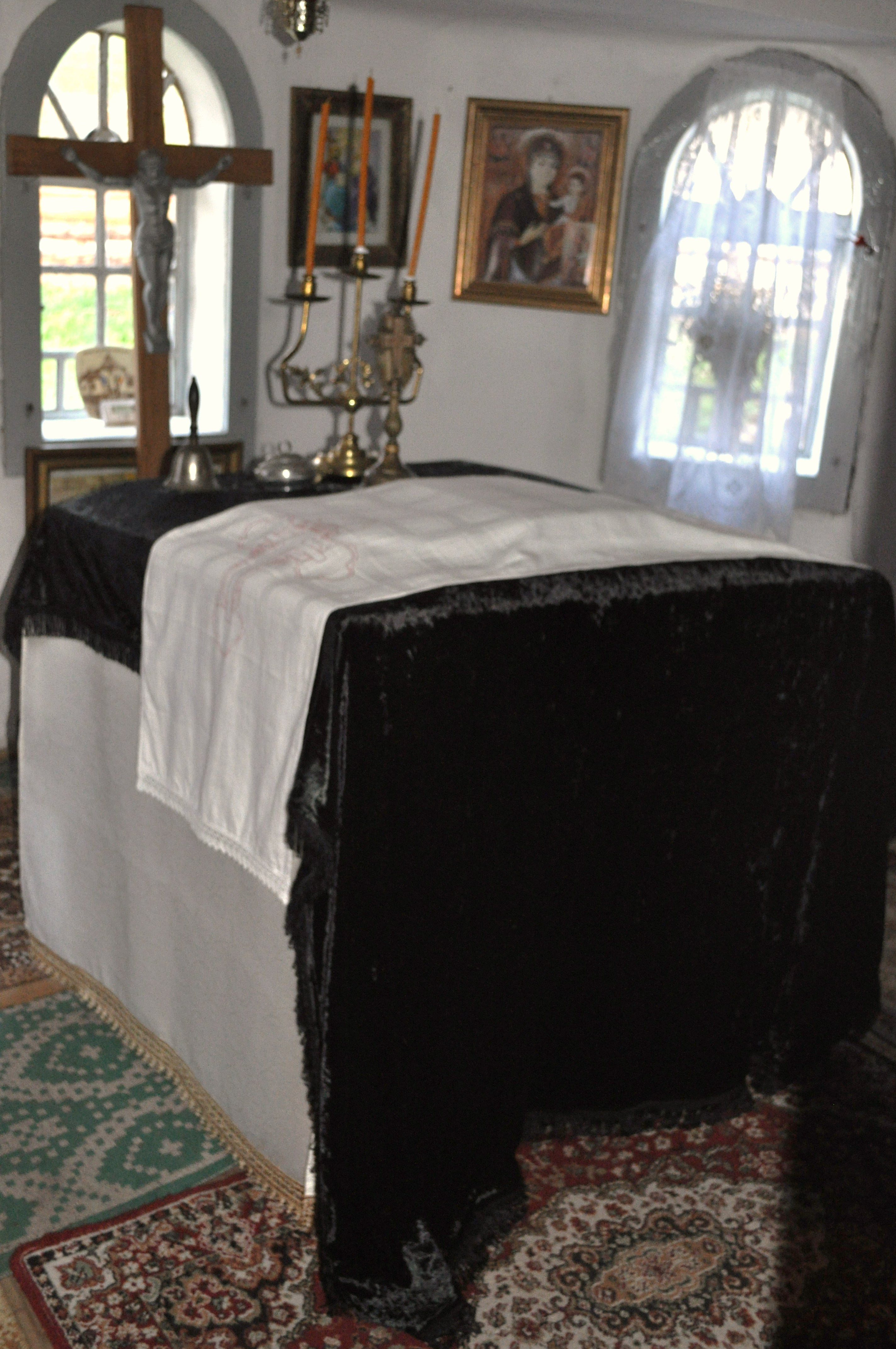
Masa altarului
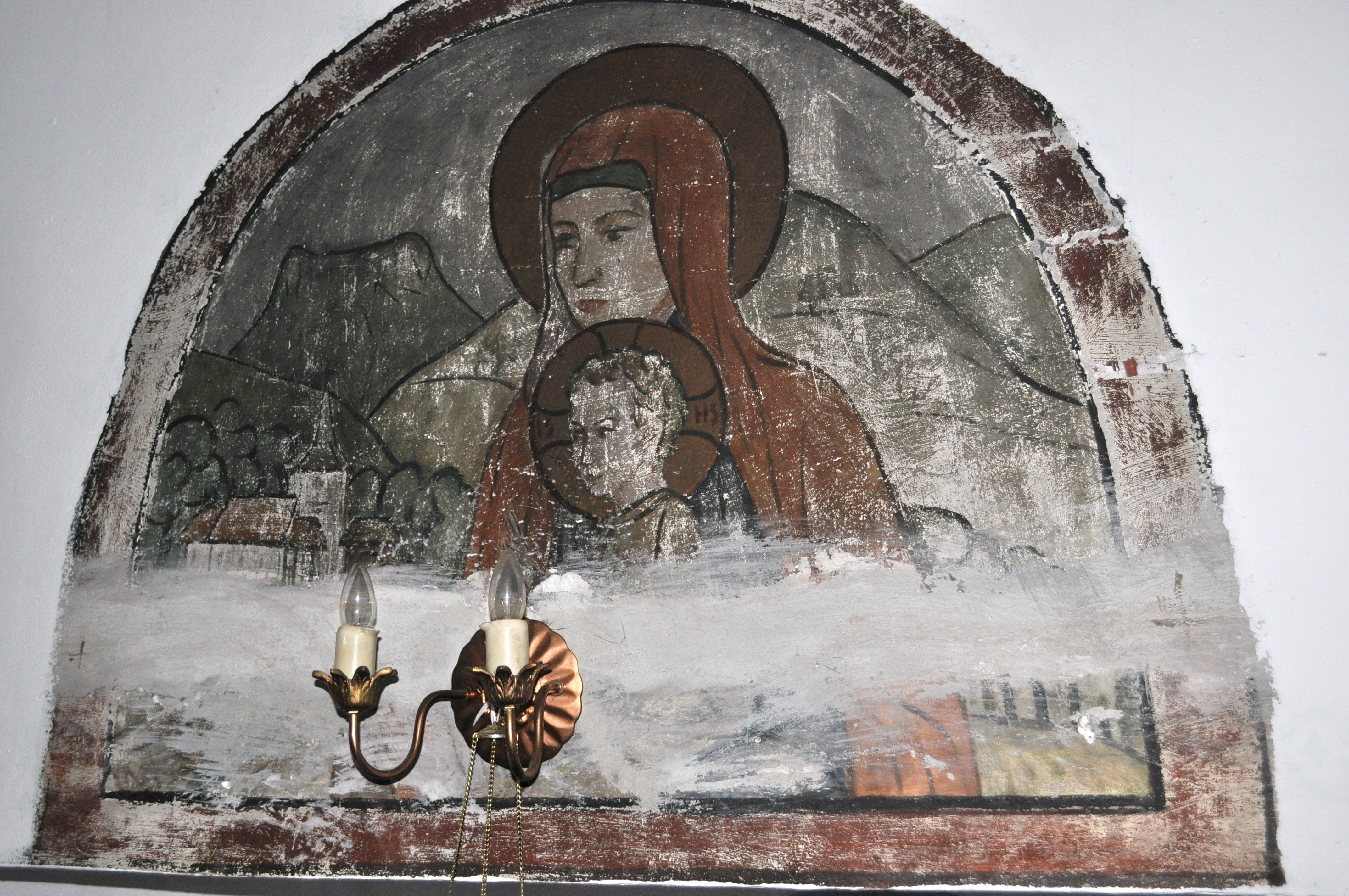
Pictura altarului
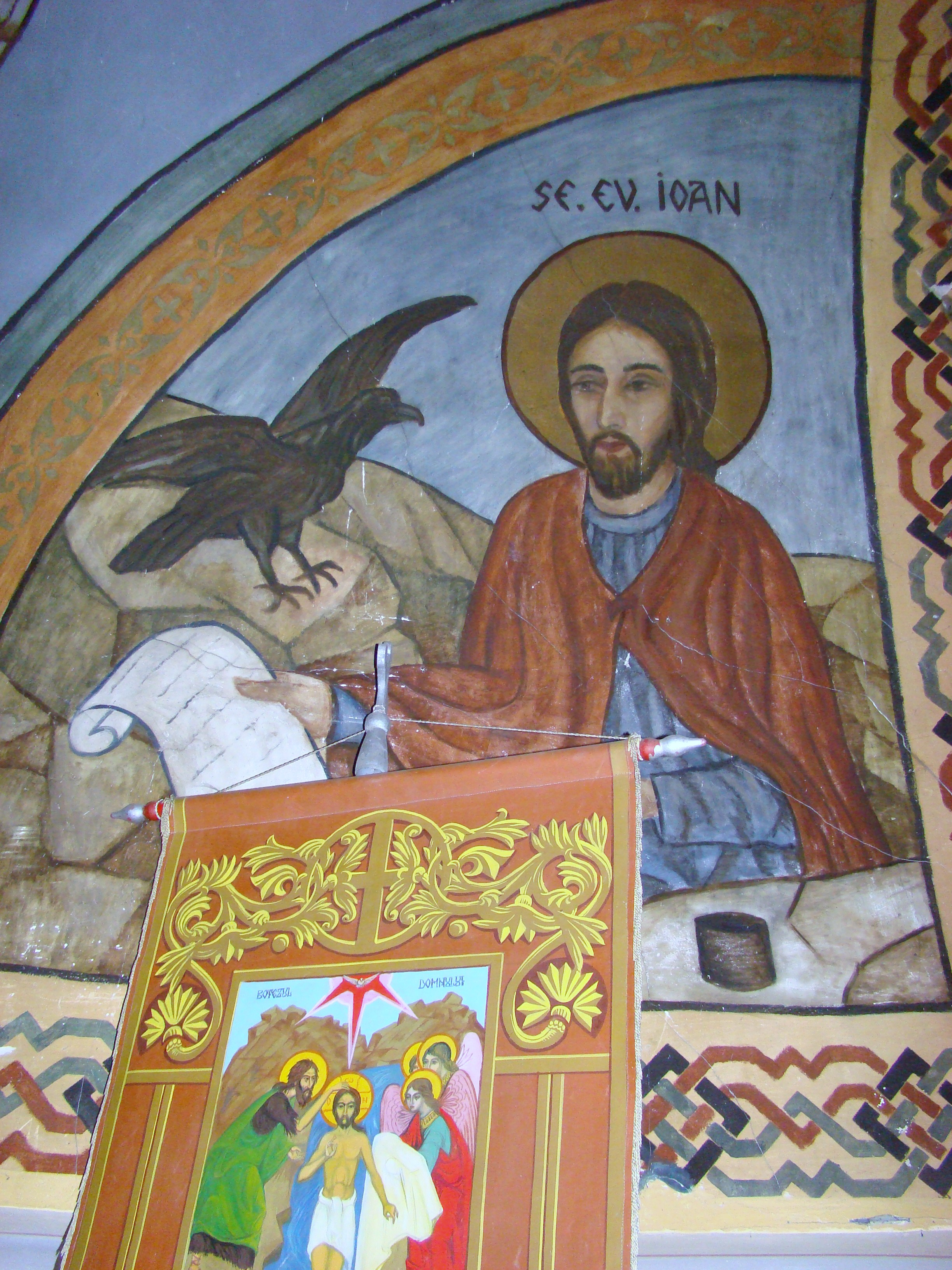
Evanghelistul Ioan
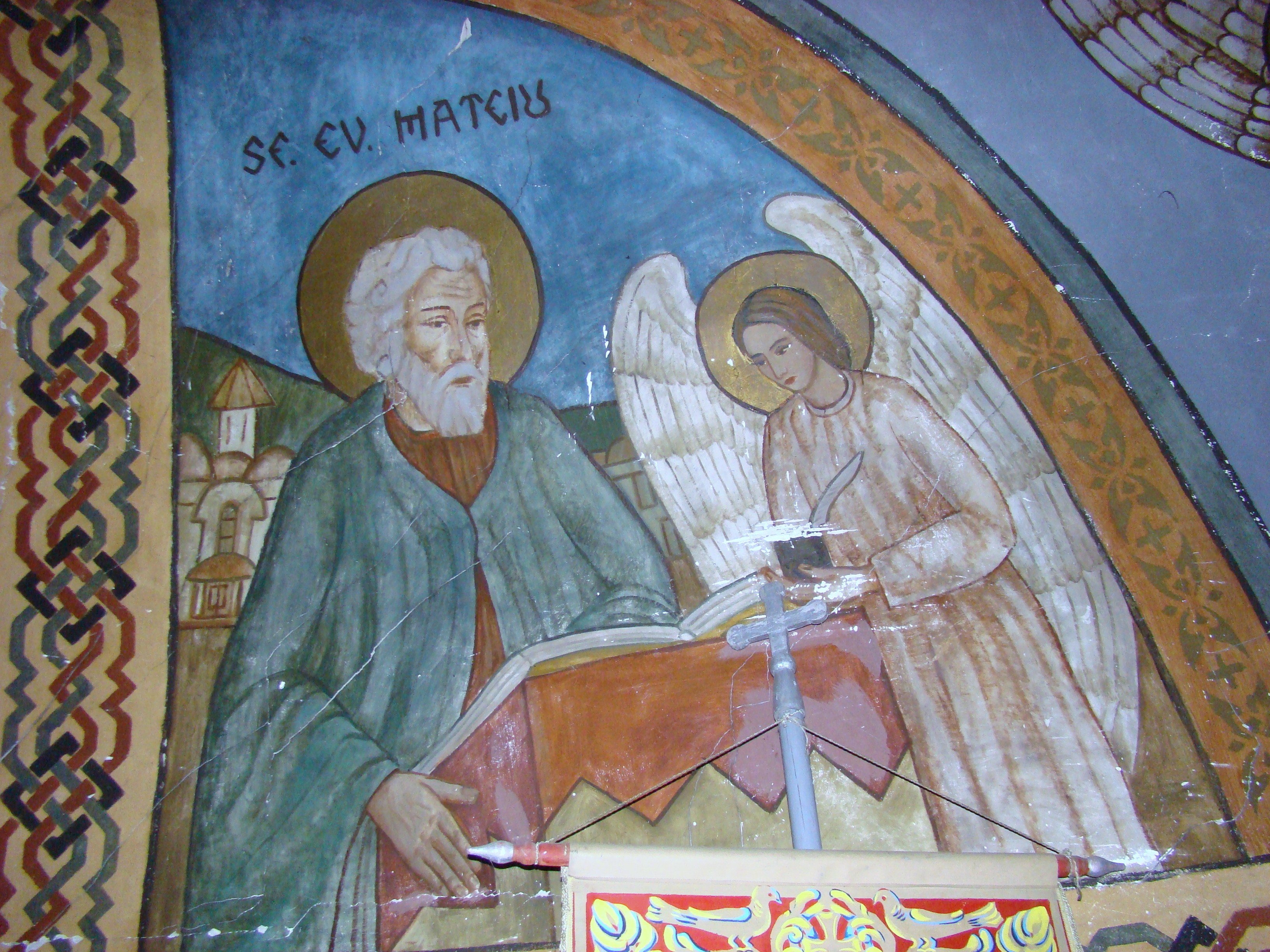
Evanghelistul Matei
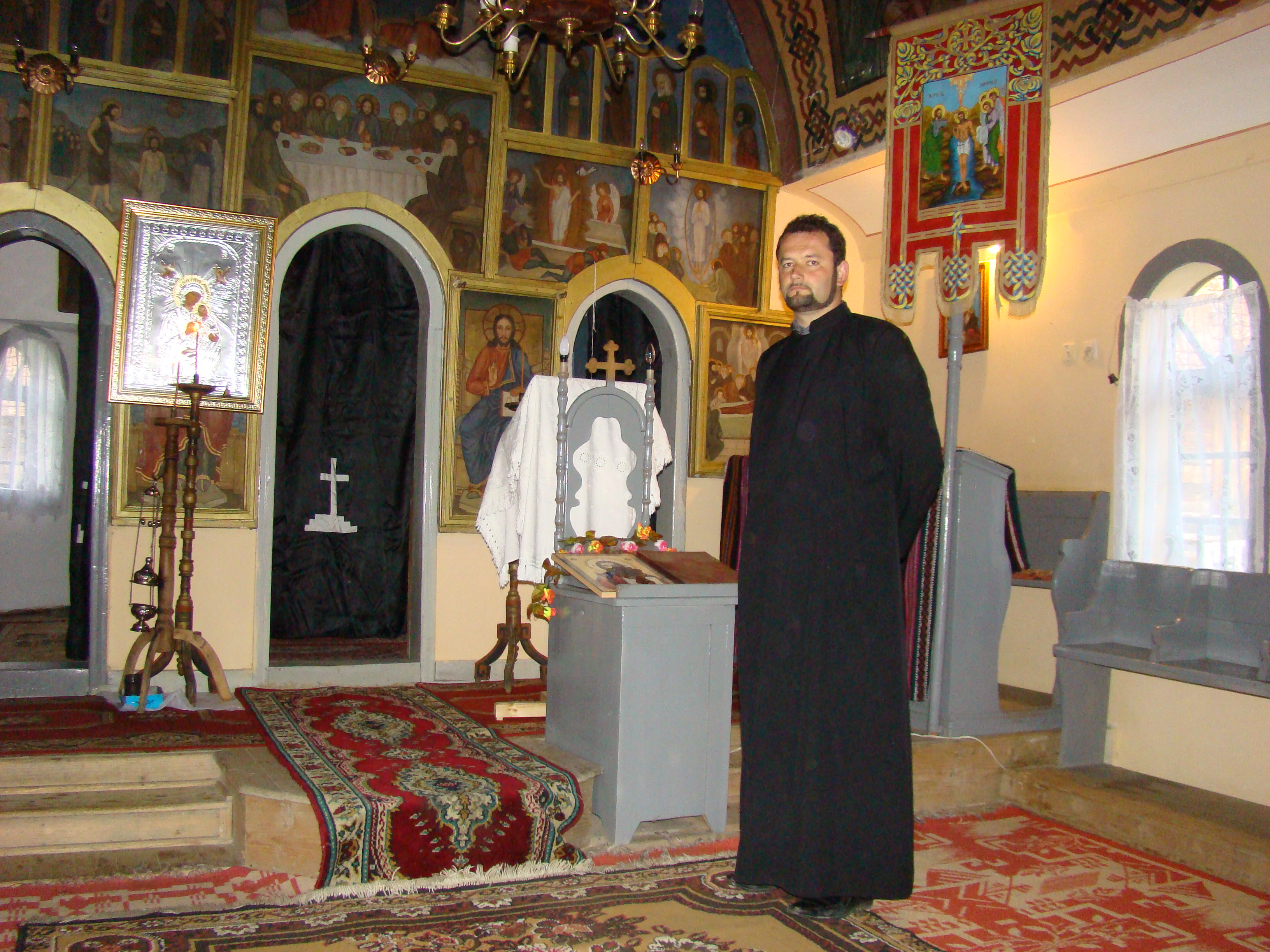
Preotul paroh Negrea Cătană Ciprian
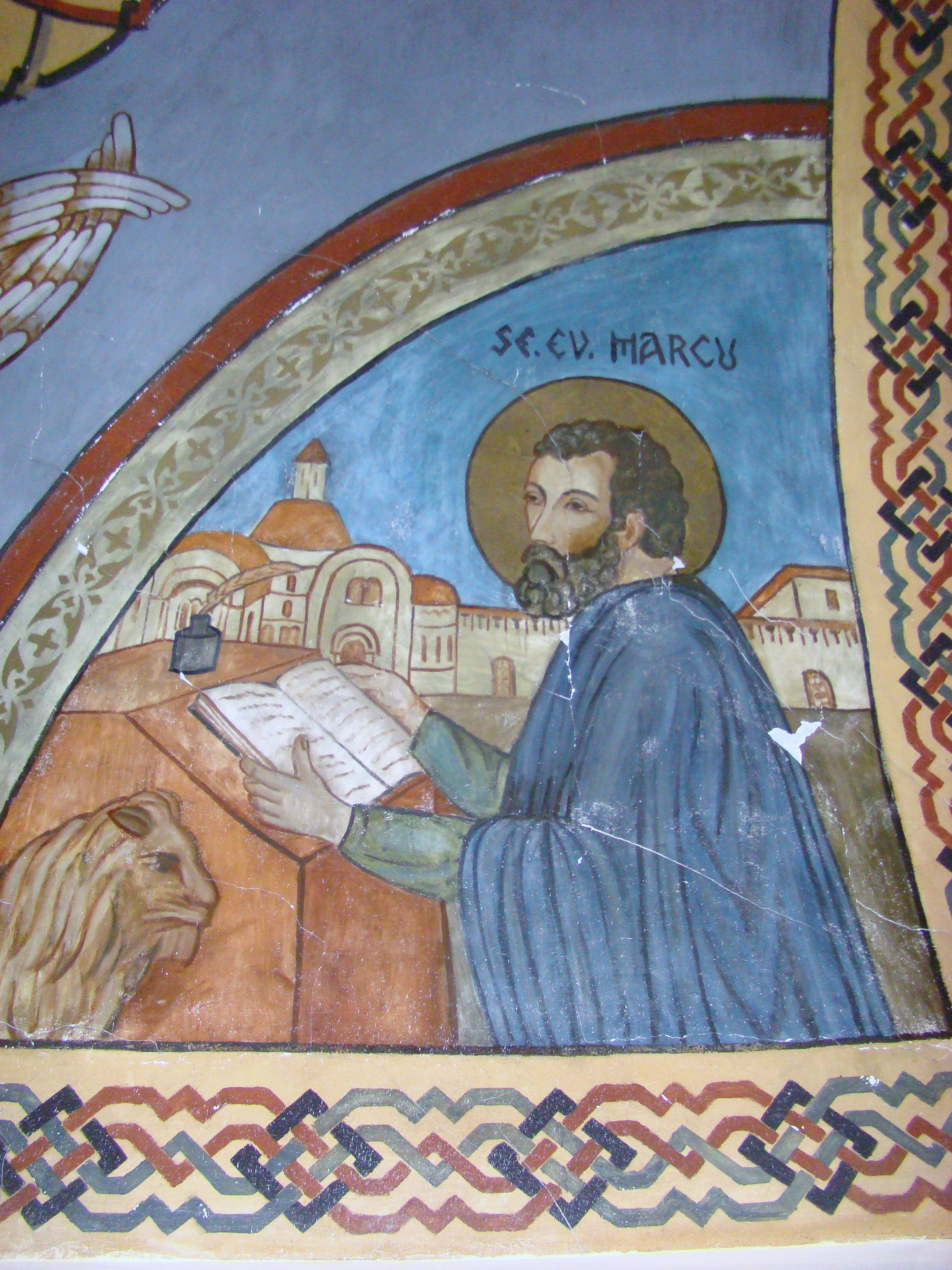
Evanghelistul Marcu
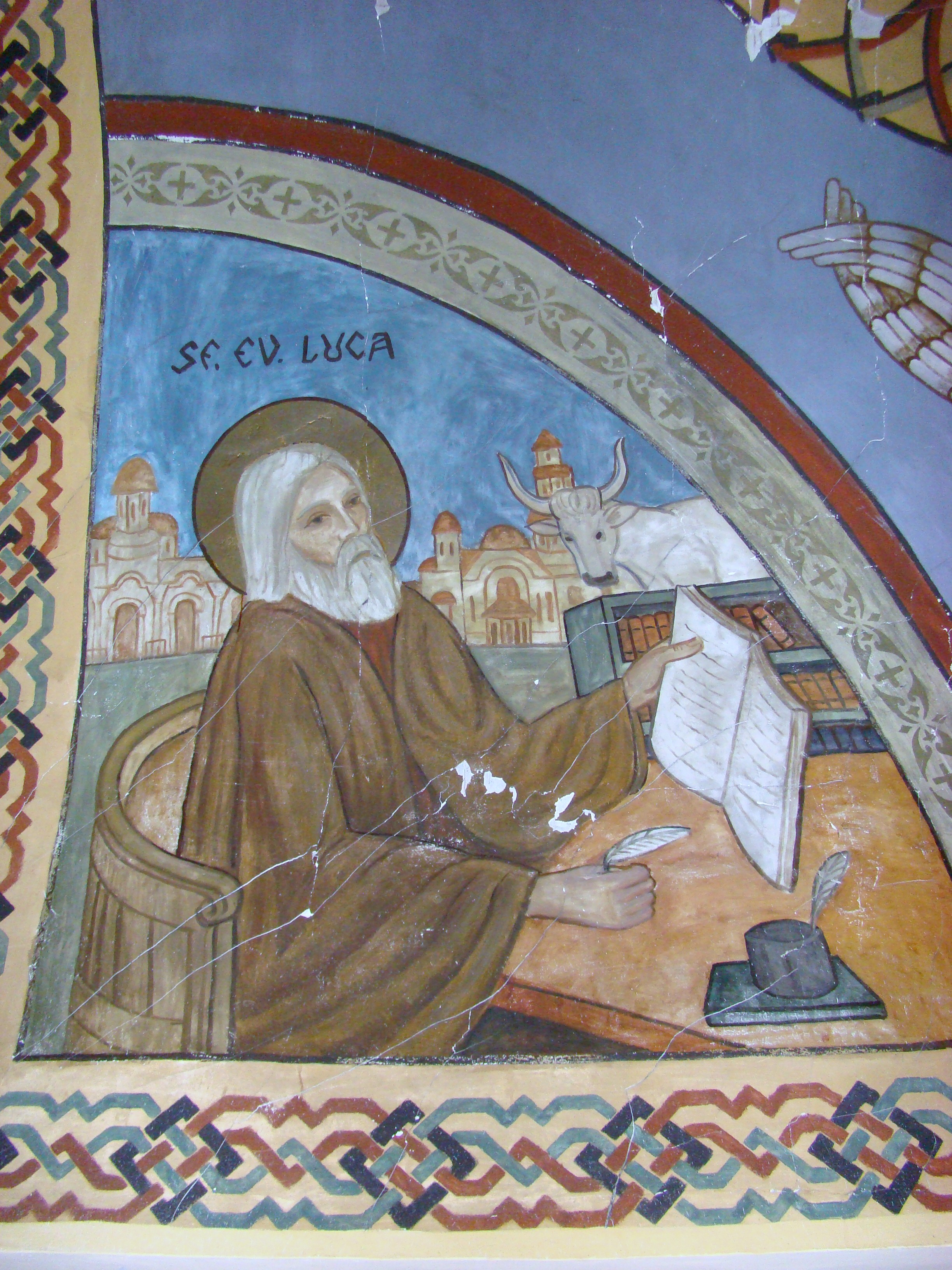
Evanghelistul Luca
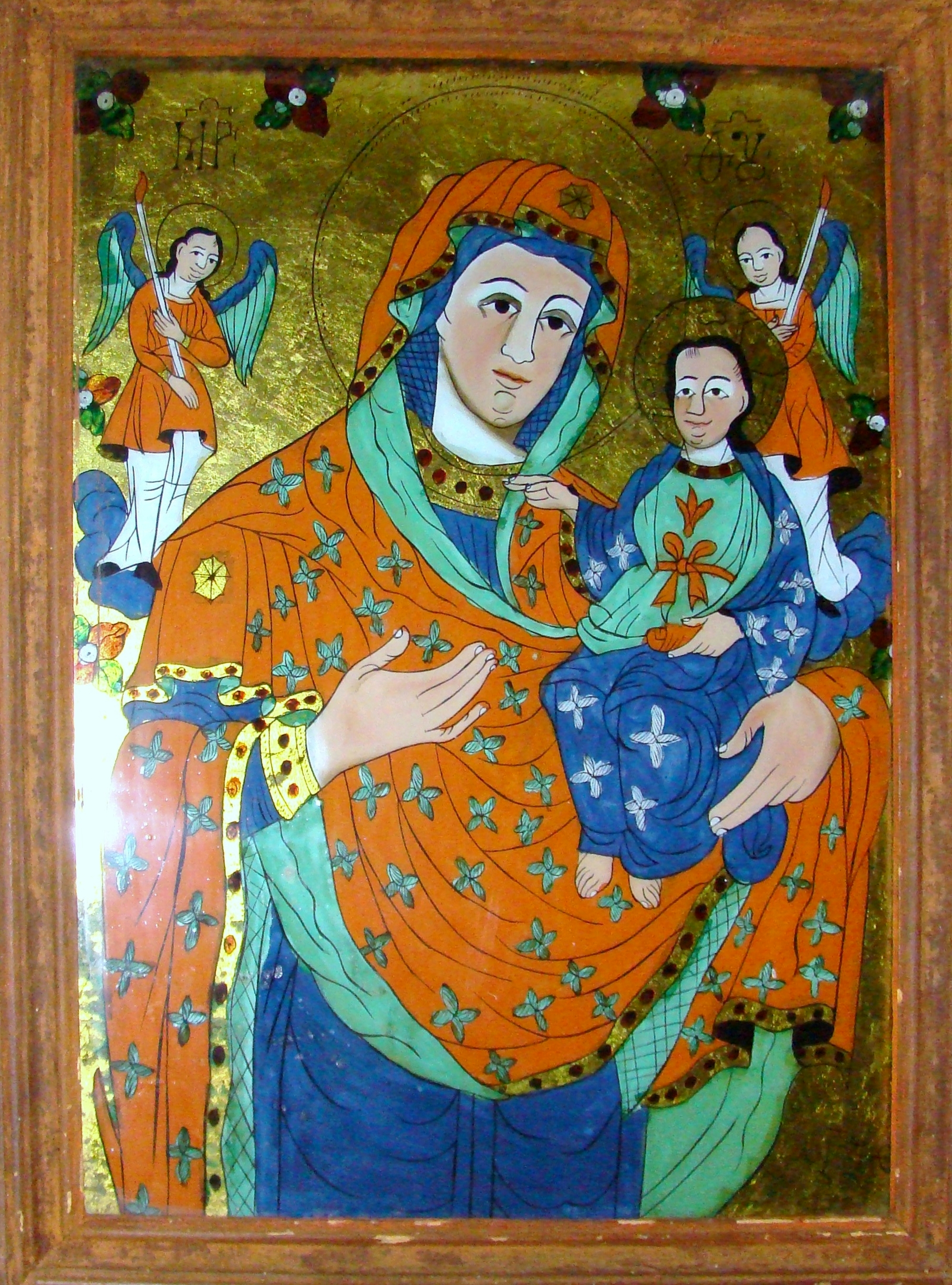
Maica Domnului cu Pruncul
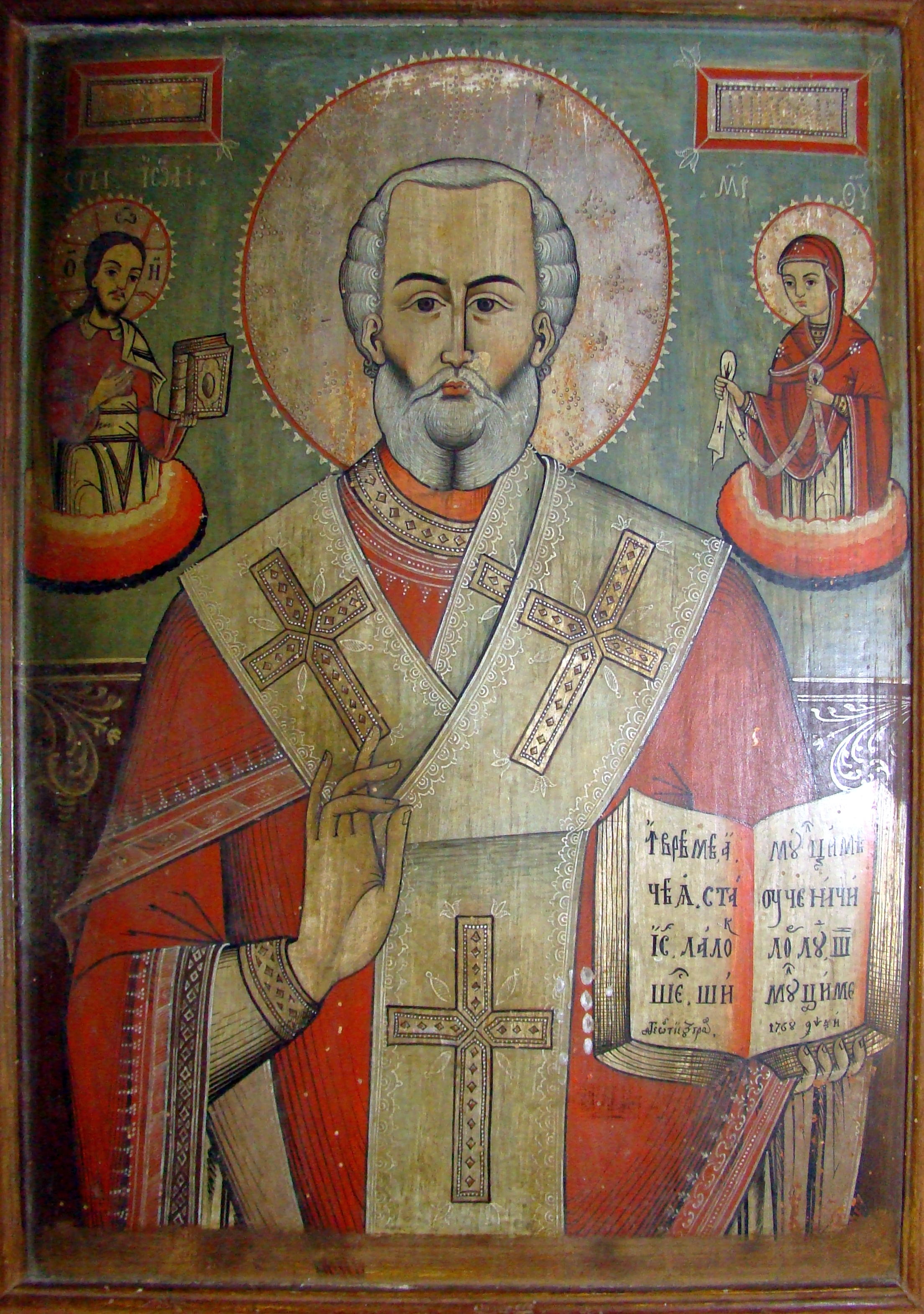
Sfântul Nicolae
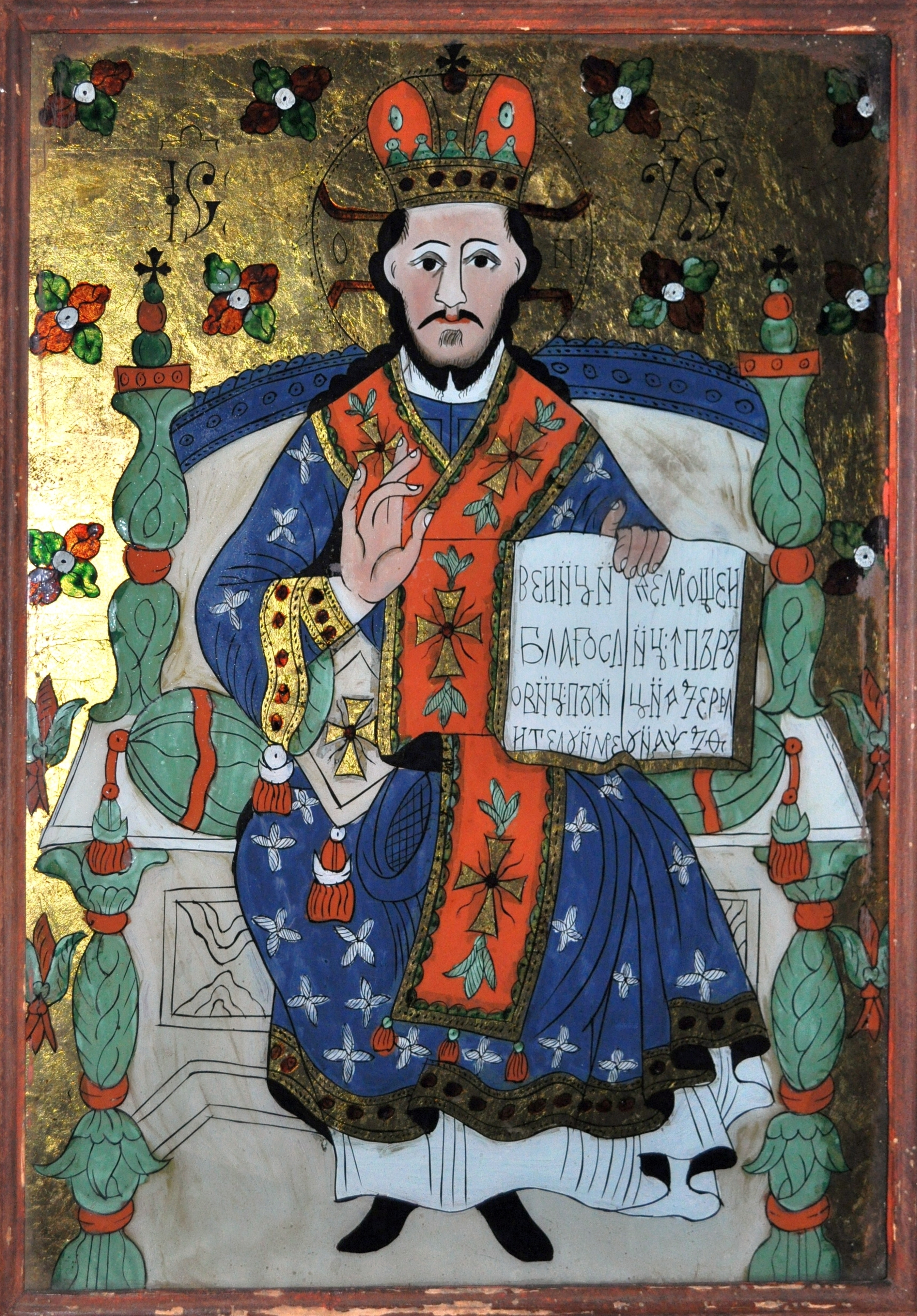
Iisus Mare Arhiereu
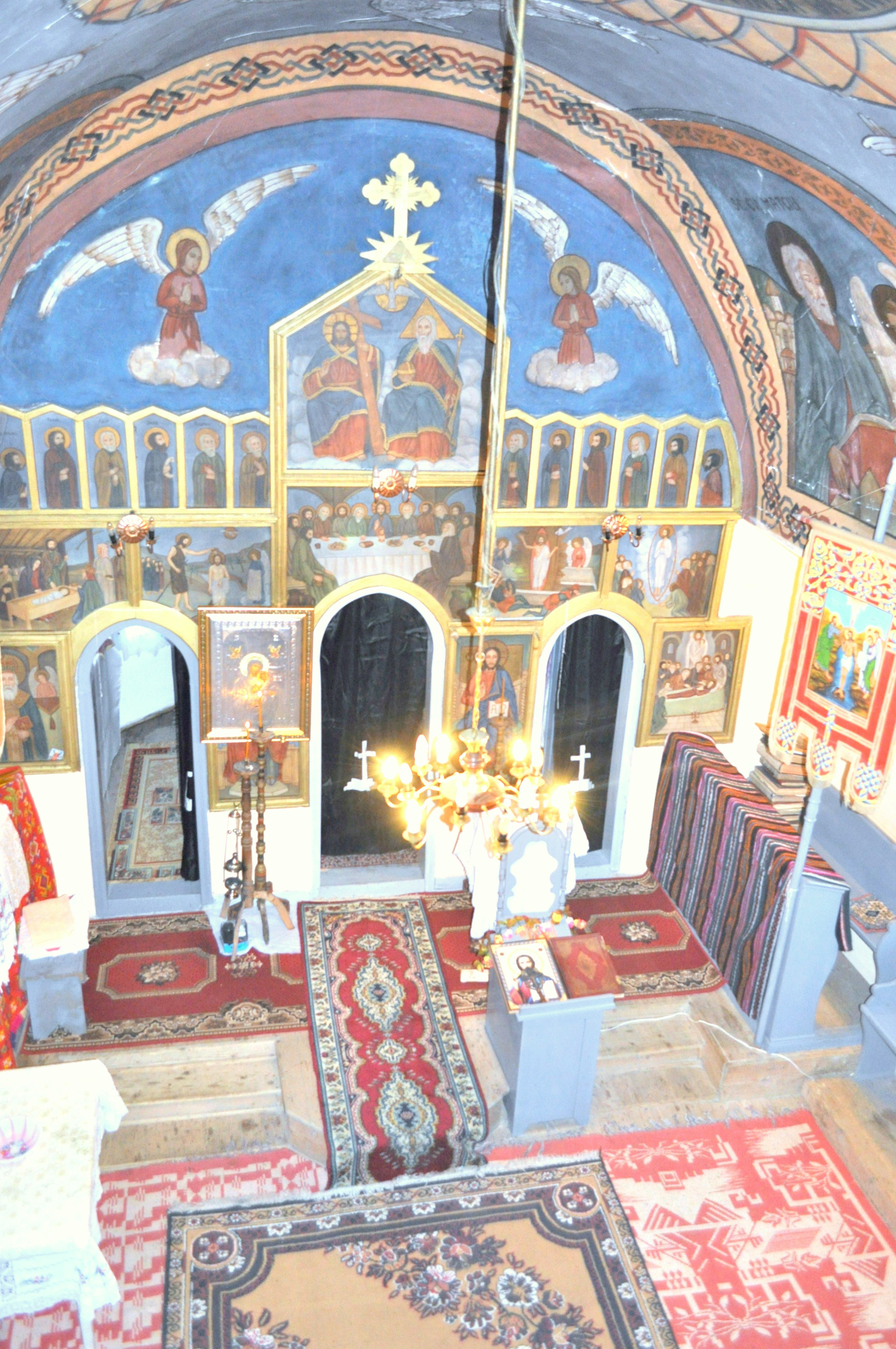
Interiorul navei văzut din corul bisericii
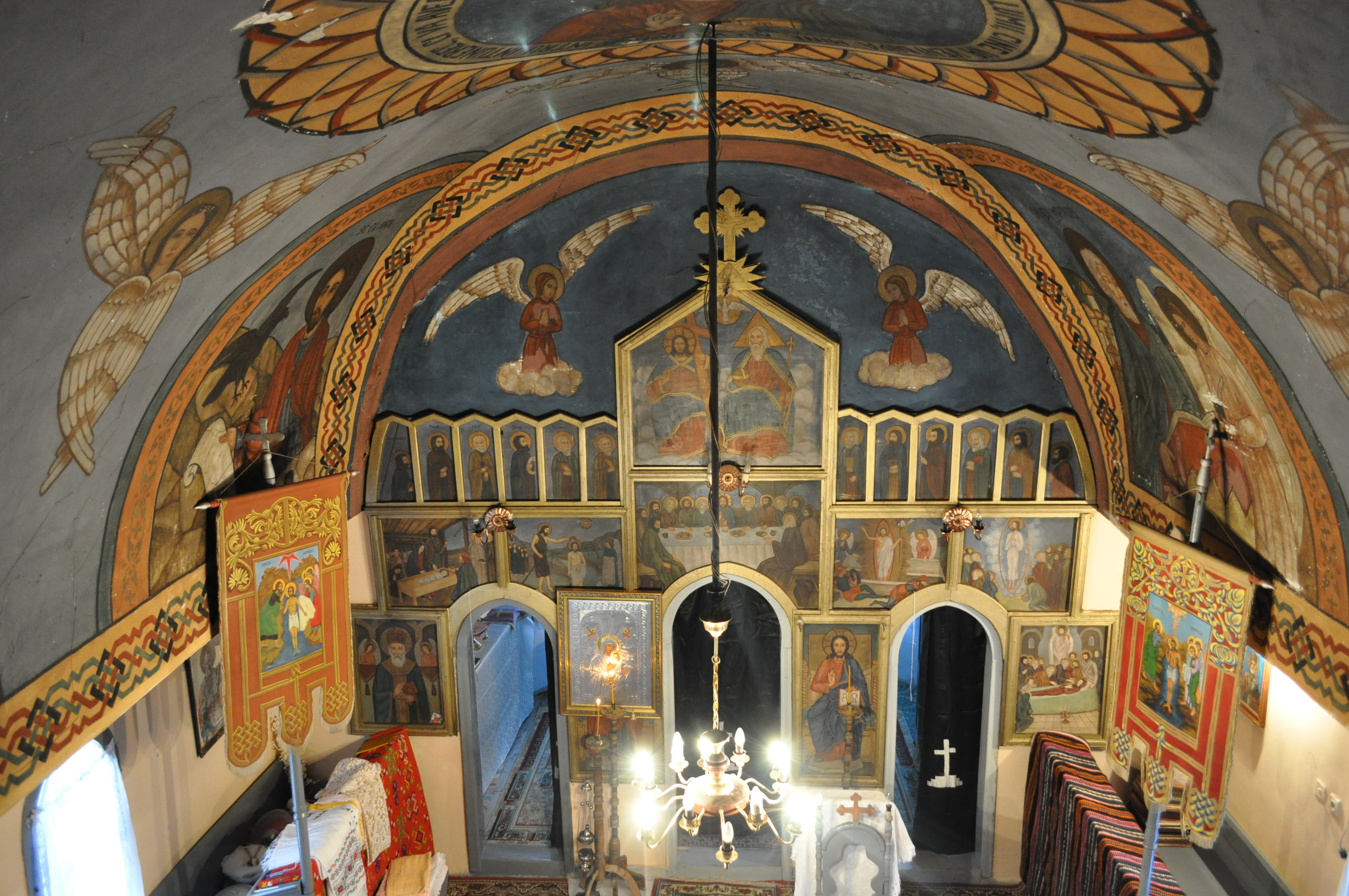
Iconostasul
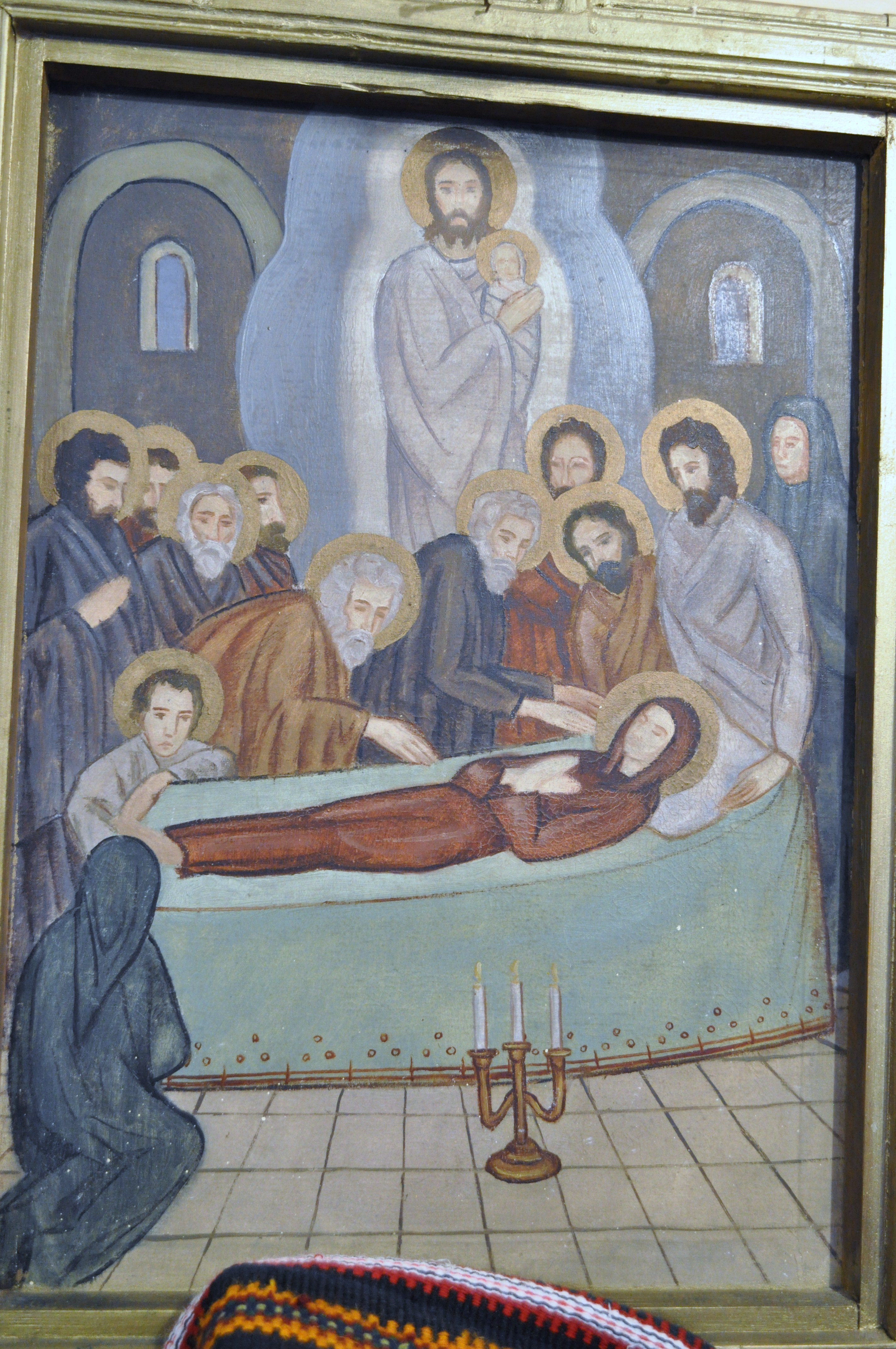
Adormirea Maicii Domnului
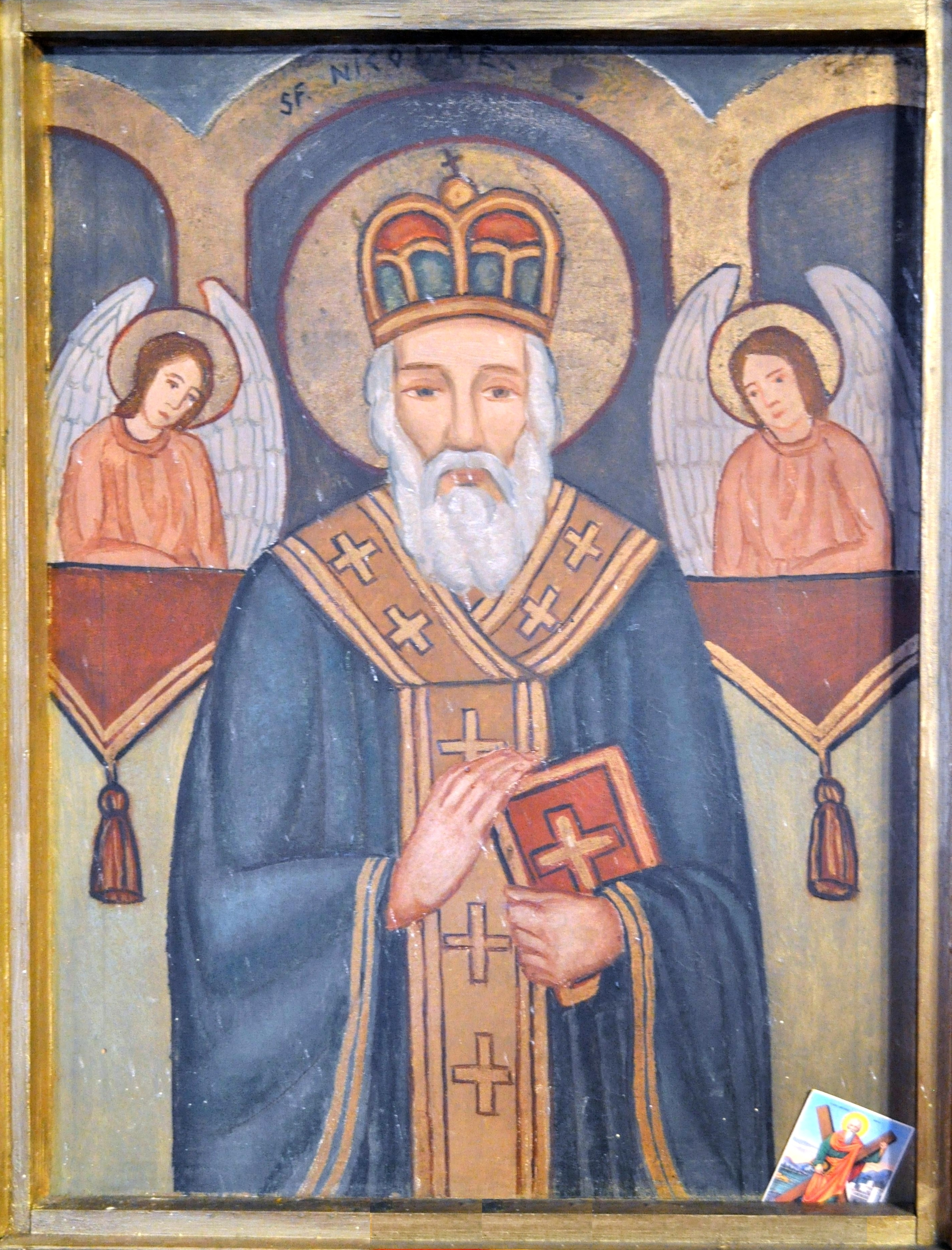
Sfântul Nicolae
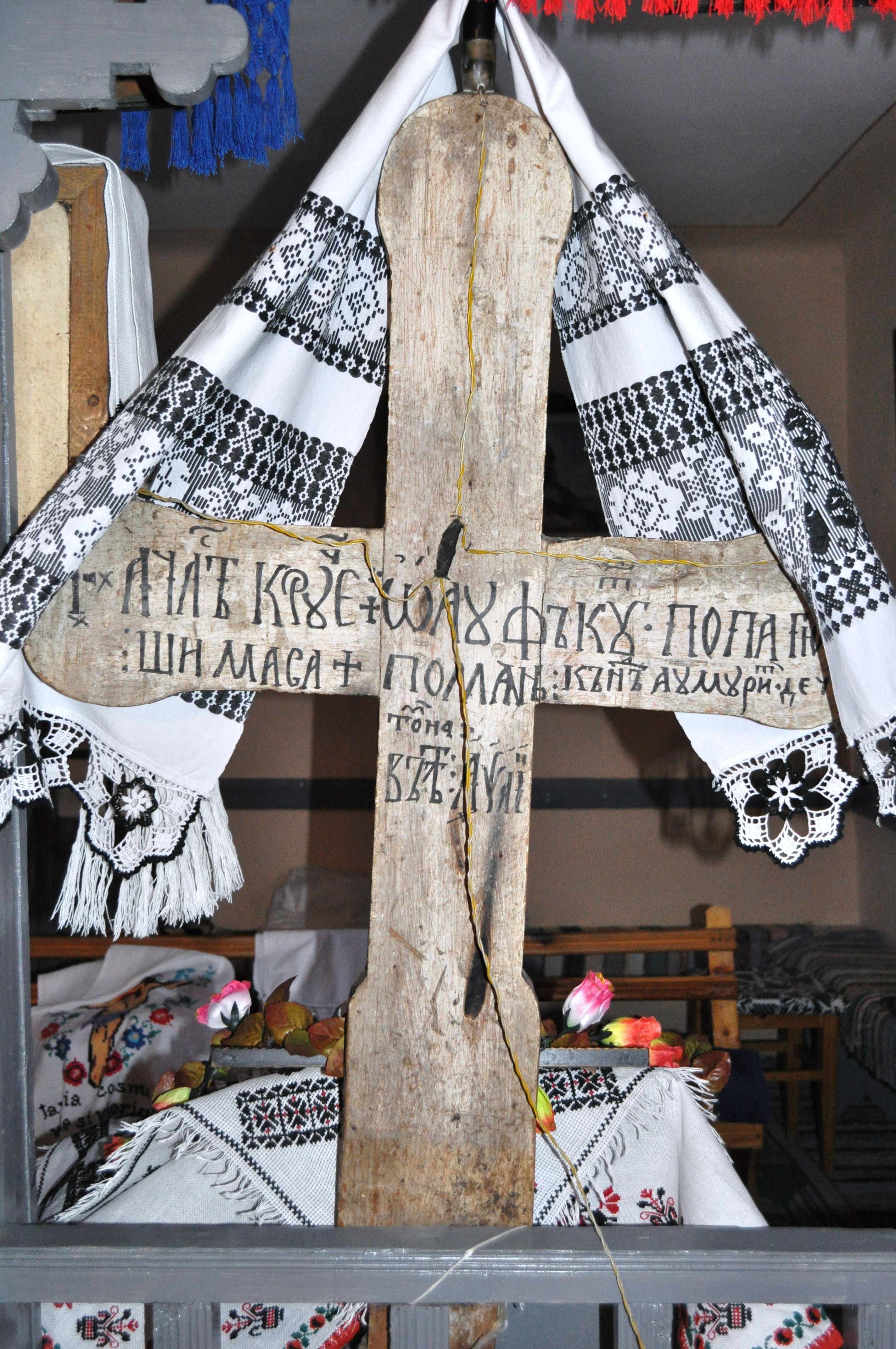
Crucea veche de lemn